# 에노모토 기하치
에노모토 기하치(일본어: 榎本 喜八, 1936년 12월 5일 ~ 2012년 3월 14일)는 일본의 전 프로 야구 선수이다. 도쿄부 도쿄시 나카노구(현: 도쿄도 나카노구) 출신이며 현역 시절 포지션은 1루수였다.

## 개요
현역 시절에 오리온스(마이니치·다이마이·도쿄·롯데)의 주축 선수로서 활약했으며 프로 야구 선수로서는 최초로 ‘안타 제조기’라는 별명을 가진 선수로도 알려져 있다. 개인 통산 1000안타, 2000안타를 비롯한 최연소 기록을 보유(31세 7개월)하는 등 고졸 신인으로서의 수많은 기록도 가졌다. 안타 부문에서의 역대 기록에 남는 타자는 광각으로 쳐내는 타자가 많았지만 끌어 잡아당기는 타법의 풀 스윙에도 불구하고 안타를 쌓아 올려 통산 2314안타를 기록했다.

## 인물

### 어린 시절
1936년, 도쿄도 나카노구에 있는 농가의 가정에서 태어났다. 할아버지, 아버지, 남동생, 선조, 하치자에몬(八佐衛門) 등 에노모토가에는 특히 남자 아이들에겐 모두 ‘하치’(八)라는 글자를 붙이는 습관이 있어서 자신도 기하치(喜八)라는 이름이 붙여졌다.
1941년, 다섯 살 때에 태평양 전쟁이 발발하여 집단 소개 장소로 출발하는 날에 33세의 모친이 병으로 사망했다. 전쟁에 출정했던 아버지는 종전 후에도 시베리아에 억류되면서 잠시 동안은 돌아오지 못했다. 그 때문인지 할머니와 어린 남동생 등 세 사람이 생활하고 있던 유년 시절의 에노모토는 가난 때문에 고생하게 됐다. 비가 새는 것을 방치하면 지붕에 구멍이 뚫리고, 침실에는 빗물이 떨어졌다고 한다. 다다미에는 버섯이 생기고, 우산을 받친 채로 아침을 맞이하는 날도 있었다. 전차에 탈 수도 없어서 당시에는 근처를 달리는 세이부 전차에 타는 것을 동경했다고 한다.
전시 하인 1943년 3월, 이웃집 친구 누나에게 이끌려 직업 야구를 고라쿠엔 구장에 관전하러 갔던 것이 야구를 시작한 계기가 됐다. 그 때 고라쿠엔 구장의 아름다움과 도쿄 교진군 소속의 고 쇼세이, 아오타 노보루나 야마토군 소속의 가리타 히사노리의 플레이에 강한 인상을 받았다고 한다. 굶주림과 추위 등 극한의 나날속에서 직업 야구는 에노모토의 유일한 희망이 됐고 그 후 ‘할머니를 따뜻한 집에서 살 수 있도록 해 주고 싶다’라는 강력한 의지에서 프로 야구 선수를 목표로 삼게 됐다.

### 고등학교 시절
1952년, 와세다 실업고등학교에 입학하여 세 번이나 고시엔 대회에 출전을 이뤘다. 동기인 80명이 졸업 시에는 7명 밖에 남지 않았던 맹훈련을 견디는 등 강타자로서의 두각을 나타내 2학년 봄에는 4번 타자를 맡게 됐다. 에노모토의 타격 스타일은 방망이를 길게 잡고 풀스윙을 하는 것으로, 가볍게 밀어치는 것을 좋아하지 않았다. 와세다 실업고등학교의 스타일은 방망이를 짧게 잡으면서 그대로 공을 때리는 것이었기 때문에 OB 중의 한 사람이 에노모토의 타격을 교정해 주려고 시도했지만 에노모토는 이를 따르지 않았다. 그 때문인지 와세다 실업고등학교의 OB가 감독에게 제안해서 보결로 돌아가는 일도 있었다고 한다.
1953년 춘계 선발 대회(제25회 선발 고등학교 야구 대회)에 출전하여 1차전에서 도사 고등학교(고치현)와 맞붙었지만 팀은 완봉패를 당했고 자신도 무안타에 그쳤다. 1년 연상의 팀 동료 중에서는 내야수 다나카 준지(다카하시), 외야수 사이토 기요히로(니시테쓰), 포수 쓰쿠다 아키타다 등이 훗날 프로에 입단했다. 이듬해 3학년 때인 1954년 춘계 선발 대회(제26회 선발 고등학교 야구 대회)에도 팀 동기이자 에이스인 가와니시 히로카즈(다이에이 스타스)를 거느리고 연속해서 출전하여 준준결승에 진출했지만 센요 고등학교(오사카부)한테 패하여 탈락했다. 같은 해 여름에 개최된 도쿄도 예선 결승에서 구와타 다케시를 중심으로 하는 에바라 고등학교에게 완봉승을 거두며 하계 선수권 대회(제36회 전국 고등학교 야구 선수권 대회) 출전을 결정지었다. 하계 선수권 대회 1차전에서는 고쿠라 고등학교(후쿠오카현)를 상대로 하타 다카유키를 누르고 완봉승을 거두었고 2차전에서는 에이스 요시하라 다케토시를 거느린 요나고히가시 고등학교(돗토리현)를 눌렀다. 준준결승은 팀내 에이스인 가와니시를 앞세워 고치 상업고등학교(고치현) 선발 가타다 겐지와의 투수전을 펼쳤지만 팀은 9회말에 끝내기 패배를 당했다.
1953년 춘계 선발 대회 1차전에서는 4번 타자로 타석에 들어섰지만 무안타, 1954년 춘계 선발 대회 준준결승전에선 3번 타자를 맡았지만 주축 타자의 책임에 따른 중압감과 찬스에 약한 면이 눈에 띄었다. 또한 3번 타자나 4번 타자로 출전하면 고의 사구가 되는 경우도 많았다. 그 때문에 당시의 에노모토는 강타자였음에도 불구하고 이후에는 자신의 정위치인 1번 타자로 출전했다. 와세다 실업고등학교는 강타자의 에노모토가 출루해서 후속 타자가 돌린다는 득점 스타일을 확립하여 같은 해 하계 대회(제36회 전국 고등학교 야구 선수권 대회)에서 자신으로서는 세 번째의 고시엔 대회 출전을 이뤘다. 팀은 준준결승에서 졌지만 와세다 실업고등학교는 전후 최초로 하계 대회에서의 8강에 들어갔다. 고시엔 대회 마지막 출장이 된 8월 21일의 경기 후 인터뷰에서 다른 선수들이 ‘단단해졌다’라는 발언을 남기는 와중에 에노모토는 “결코 잘 하지는 못했다. 안타도 한 개만 쳤다”고 말했다.
지방 대회에서는 강타자로서의 이름을 떨치고 1954년 하계 전국 대회를 앞두고 아사히 신문 기자에 의한 좌담회(8월 12일자)에서는 출전 선수 중에서 에노모토를 거론하며 ‘열손가락 안에 들어가는 타자’라는 평가를 얻고 있었다. 그러나 전국 대회에서는 컨디션 난조로 기대에 못 미치는 활약을 보였고 2학년 때부터의 전국 대회 통산 성적은 타율 1할 4푼 3리(21타수 3안타 4볼넷)에 그쳤다. 같은 해 제9회 국민 체육 대회(홋카이도 국민 체육 대회)에서는 불방망이가 부활해서 준준결승전인 홋카이 고등학교와의 경기에서는 홈런과 3루타를 날리는 등의 활약으로 팀의 4강 진입에 기여했다. 하지만 준결승전에서는 고치 상업고등학교한테 패했다.
훗날 에노모토는 고등학교 시절의 자신을 “390피트(약 119미터)라고 쓰여진 외야 쪽 담장에 ‘쿵’하고 부딪치는 라이너성 타구인 3루타를 한번 쳤을 뿐인, 단순히 크게 휘두르는 타자였다”라고 회상했으며 당시 후배였던 오 사다하루는 고교 시절의 에노모토에 대해서 “타구가 잘 날아가는 대단한 강타자였다”라고 말했다. 고교 1학년 때에는 우측 장외에 있는 밭에까지 공을 날려 보냈고 타구의 최장 비거리를 나타내는 표시로서 그 곳에다가 나무로 된 말뚝 한 개를 박았다고 한다(나중에는 사다하루가 경신). 또, 합숙 중이던 야간에 다른 부원들이 교과서를 펼치고 있는 흉내를 내는 동안에 에노모토는 소의 뼈로 방망이를 계속 문지르고 있었다. 당시 팀 동료인 동급생은 에노모토에 대해 ‘머릿 속엔 온통 야구 밖에 없는 아이’라고 말했다.
당시에는 드래프트 제도가 도입되기 이전이었고 선수 영입은 각 팀이 알아서 해야만 했다. 에노모토는 ‘거칠고 난폭한 타자’라는 평판이 있어서 어느 팀으로부터도 권유받지 못했다. 프로에 들어가길 원했던 에노모토는 고등학교 1학년 때 와세다 실업고등학교의 선배이자 와세다 대학을 졸업하고 마이니치 오리온스에 입단이 확정됐던 아라카와 히로시에게 오리온스의 입단을 부탁했다. 아라카와는 “지금부터 3년 간 매일 아침 5시에 일어나서 등교하기 전까지 방망이 500개를 휘두르면 도와주겠다”라며 가볍게 말했는데 에노모토는 이를 구두로 한 약속이라 굳게 믿었고 고교 생활 3년 동안 방망이를 휘두르는 연습을 반복적으로 했다. 3학년 가을에 에노모토는 아라카와의 자택을 직접 방문해 “매일 같이 방망이를 휘둘렀습니다. 프로 입단을 허락해 주십시오”라고 무릎을 꿇고 간절히 부탁하였기에 아라카와도 에노모토의 간절한 부탁을 거절할 수 없어서 입단 테스트를 치르기로 했다. 아라카와는 이 때의 에노모토에 대해서 다음과 같이 말했다.

에노모토는 바보같이 솔직해서 그런지 등교하기 전에 500개의 방망이를 휘두르라고 했더니 한 개도 빠지지 않고 매일 같이 휘둘렀다. 1,000개를 휘두르라고 했으면 1,000개를 휘둘렀을 것이다. 보통 1,000개라고 하면 그만큼 많이 하라는 의미였지만 에노모토는 한 개라도 소홀히 하지 않았다.
 — 아라카와 히로시
또한 에노모토는 와세다 실업고등학교의 힘든 연습으로 지칠 정도의 녹초가 돼 집에 돌아온 후에도 “방망이를 휘두르지 않으면 마음을 추스리고 잘 수 없다”라는 이유로 취침 전에도 500번 이상의 방망이를 휘두른 후에야 취침했다고 한다.
1955년, 아라카와의 적극적인 노력으로 마이니치 오리온스의 입단 테스트를 무리하게 잡았다. 입단 테스트를 할 적에 에노모토의 몇 타석을 보는 것만으로도, 왕년의 명선수로 군림했던 벳토 가오루 감독이나, 1루수인 니시모토 유키오가 두 눈을 크게 뜨고 지켜봤다고 한다. 그리고 완성된 타격폼과 뛰어난 선구안을 가졌다는 좋은 평가를 받아 입단 테스트에 합격할 수 있었다. 특히 타격폼에 관해서는 벳토에게서 “고등학교를 막 나온 사람치고는 더 이상 손을 댈 필요가 없는 타격폼을 가지고 있다”는 말을 들었을 정도였다. 니시모토는 훗날 이 때의 일을 회상하면서 “에노모토 기하치의 인상은 매우 강렬했다. 타격에 뛰어날 정도의 천성적인 것이었다”고 말했다.
에노모토는 입단 테스트에 합격함으로써 마이니치 오리온스에 입단하게 됐다. 에노모토는 첫 급여로 할머니에게 프랑스 인형을 사드렸다고 한다. ‘가와카미 데쓰하루 2세’라는 별명이 불리기도 했고 구단측에서도 기대감을 나타내며 등번호는 ‘3’번으로 정했다.

### 프로 야구 선수 시절

#### 오리온스 시절
시범 경기에서 뚜렷한 활약을 보인 에노모토는 개막전부터 5번 타자로 출전하는 등 프로 1년차부터 주전으로서 활약했다. 데뷔전의 네 번째 타석(그때까지의 3타석은 무안타)에는 이미 고의 사구를 받았다. 6월 7일 이후에는 3번 타자로 정착했고 올스타전에도 팬 투표로 선출돼 선발 출전을 이뤘다. 안타가 1개 모자라 3할의 타율은 놓쳤지만 시즌을 통해서 타율·홈런·타점 부문에서 모두 리그 10위권 이내에 들었고(홈런은 리그 6위) 출루율은 야마우치 가즈히로와 나카니시 후토시에 이어 리그 3위인 4할 1푼 4리를 기록했다. 139경기, 592타석, 490타수, 84득점, 146안타, 2루타 24개, 3루타 7개, 볼넷 87개, 고의 사구 5개, 희생 플라이 5개, 출루율 4할 1푼 4리는 모두 고졸 신인으로서는 역대 최고 기록이며(3루타는 타이 기록), 타율 2할 9푼 8리, 67타점, 232루타, 몸에 맞는 볼 10개는 1986년의 기요하라 가즈히로에 의해서 기록이 깨질 때까지는 역대 최고 기록이다. 이 중 87개의 볼넷은 신인으로서의 일본 프로 야구 기록이자 퍼시픽 리그 기록이었다. 그 해에는 신인왕을 차지했고 이 해에 기록한 RCWIN 4. 40은 고졸 신인 선수로서는 역대 1위의 기록이다(고졸 2년째인 이듬해 1956년에도 4.39를 기록). 방망이의 중심에서 정확하게 공을 잡아서 아무렇지도 않은 듯이 안타를 때렸다는 이유로 신인이면서도 ‘안타 제조기’(安打製造機)라는 별명을 얻게 됐다.
이듬해 1956년에도 리그 9위인 타율 0.282, 리그 4위인 15개의 홈런을 기록하는 등 2년 연속으로 타율·홈런·타점 등 타격 부문에서 모두 리그 10위권 이내에 들어갔고 볼넷 95개는 2년 연속으로 리그 최다 볼넷을 기록했다. 베스트 나인(1루수 부문)에 선정되는 영예를 안을 정도의 활약을 보였다. 그러나 프로 3년차 이후에는 찬스가 오면 어깨에 힘이 들어가서 범타로 물러나고 타격에서의 뚜렷한 활약이 없으면 급여가 내려갈 수도 있다는 걱정을 반복적으로 이뤄지다보니 정신적인 면에서 슬럼프에 빠지는 등 침체에서 벗어나지 못했다. 아라카와 히로시를 비롯한 와세다 실업고등학교 출신들이 기숙사에서 가진 타격 논의가 있는 와중에 다양한 조언을 받았지만 결과에는 연결되지 못했다. 이처럼 에노모토가 어린 시절에 가난으로 고생했다는 경험에 의한 트라우마에서 범타로 물러날 때마다 ‘타율이 3할에 못 미치면 급여가 내려간다’, ‘3할 대의 타율을 기록하지 못하면 급여가 올라가지 않는다. 할머니를 즐겁게 해드릴 수 없다’는 생각에 빠졌을 뿐만 아니라 어깨에 불필요한 힘이 너무 들어가는 바람에 타격폼이 무너지면서 타격이 제 모습을 찾지 못하게 됐고 거기에 팬들로부터의 야유를 진지하게 받아들여서 침체를 겪는 등 악순환의 반복으로 극도의 슬럼프에 시달렸다.
팀의 사정도 있어서 1958년에는 클린업에서 벗어나 1번 타자를 맡은 시기도 있었고 1959년에는 주로 2번 타자를 맡았는데 10월에는 우익수로 기용됐다. 같은 해 시즌 종료 후 팀 동료인 아라카와 히로시에게서 합기도를 소개받고 도헤이 고이치에게 사사받았다. 거기서 합기도를 힌트로 해서 얻은 타법과 호흡을 연구하는 등 정신면에서의 강화를 꾀하고 타석 안에서 몸의 힘을 빼는 방법을 체득했다. 이듬해 1960년에는 3번 타자 겸 1루수로 돌아와서 타율 3할 4푼 4리를 기록하여 수위 타자를 석권하는 활약을 보였을 뿐만 아니라 리그 5위인 66타점도 남기는 등 팀의 리그 우승에 큰 기여를 했다. 야마우치 가즈히로, 다미야 겐지로, 가쓰라기 다카오 등과 함께 ‘다이마이 미사일 타선’의 일익을 담당했다. 다이요 웨일스와 맞붙은 같은 해 일본 시리즈 2차전에서는 상대 투수 시마다 겐타로에게서 2점 홈런을 날렸지만 15타수 3안타에 그쳤고 팀도 일본 시리즈 정상에는 오르지 못했다.
1961년에는 주로 1번 타자나 2번 타자로서 출전했고 9월에는 24세 9개월에서 개인 통산 1000안타를 달성하여 일본 프로 야구 사상 최연소 기록을 수립했다. 시즌 종반까지 하리모토 이사오와 수위 타자 경쟁을 펼쳤고, 1번 타자로서 선발 출전한 10월 17일 도에이 플라이어스전(시즌 최종전)에서는 타이틀 경쟁 때문에 1회에 고의 사구를 받았다. 그해 시즌에는 리그 2위인 타율 3할 3푼 1리, 개인 최다인 180개의 안타를 기록했다.
1962년부터는 3번 타자로 돌아오면서 5월 2일부터 6월 3일에 걸쳐서 23경기 연속 안타를 기록했다. 이듬해 1963년에도 리그 2위인 타율 3할 1푼 8리를 기록하는 등 팀의 중심 타자로서 활약했다. 1960년부터 1964년에 걸쳐 매년 타율에서 리그 5위 이내에 들기도 했다. 1963년부터 1965년에 있어서는 3번 타자 외에도 4번 타자를 맡는 일도 많아지자, 특히 주력 선수가 빠진 1964년 이후에는 팀의 간판 타자로서 기대에 부응하게 됐다.
1965년에는 타격 성적이 과거에 비해서 기대에 미치지 못할 정도의 침체를 겪었지만 1966년에는 시즌을 통해서 거의 3번 타자의 자리를 차지해 리그 1위인 타율 3할 5푼 1리, 리그 4위인 24개의 홈런, 리그 3위인 74타점을 기록하는 등 개인 최고 성적을 남기면서 자신으로서는 두 번째인 수위 타자 타이틀을 획득했다. 당시의 퍼시픽 리그 신기록이 되는 통산 843개의 4사구를 기록하여 자신으로서는 통산 네 번째의 최다 안타도 기록했다. 다음해인 1967년에는 리그 7위의 타율과 리그 2위의 출루율을 남겼다.
1968년 5월 14일부터 6월 18일까지는 2번 타자를 맡았고 그 이후에는 5번 타자로 정착하는 등 정규 시즌에서 리그 4위에 해당되는 타율 3할 6리를 기록했다. 같은 해 7월 21일 긴테쓰 버펄로스와의 경기(도쿄 스타디움)인 더블헤더 1차전의 첫 번째 타석에서 상대 투수인 스즈키 게이시의 초구를 받아쳐서 우익선상으로 향하는 2루타를 만들어 프로 야구 역대 세 번째가 되는 개인 통산 2000안타를 달성했다. 31세 7개월에서의 달성은 일본 프로 야구 역사상 최연소 기록이다. 이어서 치러진 더블헤더 2차전에서는 긴테쓰의 야스이 도시노리가 세이프티 번트를 시도해서 1루 베이스로 뛰어들었을 때 에노모토와 강하게 부딪치면서 이에 격분한 에노모토는 야스이와 말다툼을 벌였고 급기야 두 사람 간의 싸움으로까지 번졌다. 이것이 발단이 되어 양팀 선수들과 코칭 스태프 모두 그라운드에서 격렬한 벤치 클리어링을 일으켰고 긴테쓰의 대기 내야수였던 아라카와 슌조가 에노모토의 머리를 향해 방망이로 가격했다. 에노모토는 의식을 잃고 쓰러져 구장 내 의무실로 들것에 실려나가는 수모를 겪어야만 했다.
1970년에는 5월 하순부터 주로 1번 타자로서 기용됐고, 6월 13일 니시테쓰 라이온스전에서 대타로 타석에 들어서며 끝내기 홈런을 때려내는 등 규정 타석에는 채우지 못했지만 타율 2할 8푼 4리와 15개의 홈런을 기록하여 팀의 퍼시픽 리그 우승에 기여했다. 요미우리 자이언츠와 맞붙은 같은 해 일본 시리즈에서는 에토 신이치, 마에다 마스호와 병용돼 3경기 출전에 그쳤지만 7타수 3안타의 활약을 보였다. 이듬해 1971년에는 에토가 1루수 자리를 차지하면서 출전 기회가 급격히 줄어들었고 같은 해 일본 프로 야구 역대 다섯 번째가 되는 개인 통산 3500루타를 달성했지만 패전한 경기였다는 점도 있어 에노모토에게 손을 내민 팀 동료는 고야마 마사아키뿐이었다.

#### 니시테쓰 시절
1972년, 트레이드로 니시테쓰 라이온스에 이적했다. 이미 은퇴해서 니시테쓰의 감독으로 부임했던 이나오 가즈히사는 “에노모토의 세련된 기술과 타격 이론은 아직 젊은 니시테쓰 선수들의 살아있는 교본이 된다”고 생각하여 에노모토에 대한 기대를 걸고 있었다. 에노모토 자신도 위에서 말한 이나오의 그런 의도를 받아들여서 “앞으로는 한 사람의 병사로서 감독을 보좌하는 역할을 해나가겠다”라고 발언해 “에노모토는 선수로서의 정점을 지나서 이전보다 오히려 까다로워지고 기행을 반복하고 있는 것 같다”는 말을 전해들은 니시테쓰의 수뇌진을 안도하게 만들었다고 한다. 그러나 젊은 선수들에게는 에노모토의 타격 이론이 너무나 난해해서 그 이론과 직결되고 있는 기술도 거의 전해지지 않았다. 실망감을 느낀 에노모토는 젊은 선수들에 대한 지도를 포기하고 경기를 앞둔 연습 중에 관중석에서 ‘자, 힘내자’라고 큰 소리를 내서 이나오 등을 곤혹스럽게 만드는 등 자포자기 수준의 태도를 점점 취하게 됐다.
선수로서는 주로 대타의 비밀 병기로서 기용돼 일정 부분의 성적을 남겼지만 오리온스 시절의 빛을 보여주지는 못하고 그 해에 현역에서 은퇴했다. 통산 2314안타는 은퇴할 당시의 퍼시픽 리그 기록이며 가와카미 데쓰하루에 이은 일본 프로 야구 역대 2위였다. 또, 등번호 3번을 18시즌에 걸쳐서 사용했지만 이것은 퍼시픽 리그 사상 최장 기록이다(일본 프로 야구 사상 최장 기록은 다쓰나미 가즈요시의 22년). 에노모토의 은퇴로 마이니치 오리온스 소속 선수들이 모두 은퇴했다.

### 그 후
은퇴 후부터 10년간 동경했던 타격 코치로 취임하기 위한 몸만들기로서 자택과 이전의 오리온스 홈구장인 도쿄 스타디움 사이에 왕복으로 약 42km를 하루 간격으로 런닝했다. 하지만 현역 복귀를 목표로 하고 있다는 소문이 난 것과(통산 타율 3할 복귀가 목표라고 하는 억측도 있었다) 현역 시절 건도 있어 결국 코치 부임에는 이르지 못했다. 1977년에 도쿄 스타디움이 해체됐을 당시 에노모토는 매일 공사 현장에 직접 찾아와서 도쿄 스타디움이 해체되는 일부 과정을 지켜봤다.
만년에는 거주지인 도쿄도 나카노구에 아파트를 경영하면서 생활했고위에서 말한 런닝은 고희를 넘겨서도 꾸준히 했다고 한다. 은퇴 후에는 야구계와의 교류와 접촉을 일체 단절했고 일본 프로 야구 명구회가 창설된 당초에는 회원으로 돼있었지만 명구회가 주최하는 행사나 모임에 단 한 번도 참가하지 않았기 때문에 탈퇴자로 분류됐다.
2011년 11월 하순에 대장암이 발견돼 병원에 입원했고 두 달간 입원 후 자택에서 요양 생활을 하고 있었지만 이듬해 2012년 3월 14일에 병세가 악화돼 도쿄도의 한 병원에서 향년 75세의 나이로 사망했다.
사후인 2016년 1월 18일, 야구 명예의 전당의 헌액자(전문가 부문)로 선정됐다. 같은 날 기자회견을 가진 장남 요시히데는 “정당한 평가를 내려주셔서 정말 감사할 따름이다. 이번에 이러한 상을 받음으로 인해서 아버지의 선수로서의 인상도 견고하게 남게 됐다. 팬 여러분과 새로운 세대의 여러분들이 아버지를 기억해주시면 감사하겠다”라고 기쁨에 찬 답변을 했다. 또한 만년의 에노모토의 생전 근황에 대해서는 “지도자로서 야구에 은혜를 갚지 않는 것에 대해 괴로워하는 모습이었다”라고 말했고 인터넷 정보나 저작물에서 에노모토를 알게 된 팬들로부터 편지를 자주 받았던 것에 대해서는 “(에노모토는) 보내주신 색지 등에 자주 사인을 하시곤 했다. 그런 의미에서는 죽을 때까지 야구로 가득 차신 분이었다고 생각한다”라고 말했다. 그리고 “관계자들로부터는 ‘살아계실 적에 명예의 전당에 입성해주셨으면 한다’라는 말도 들었지만 타계하신 뒤에 공적을 평가해주시는 것만으로도 서투른 면이 있었던 아버지다워서 좋은 것이 아닐까라고 생각한다”라고 말했다.

## 플레이 스타일

### 타격

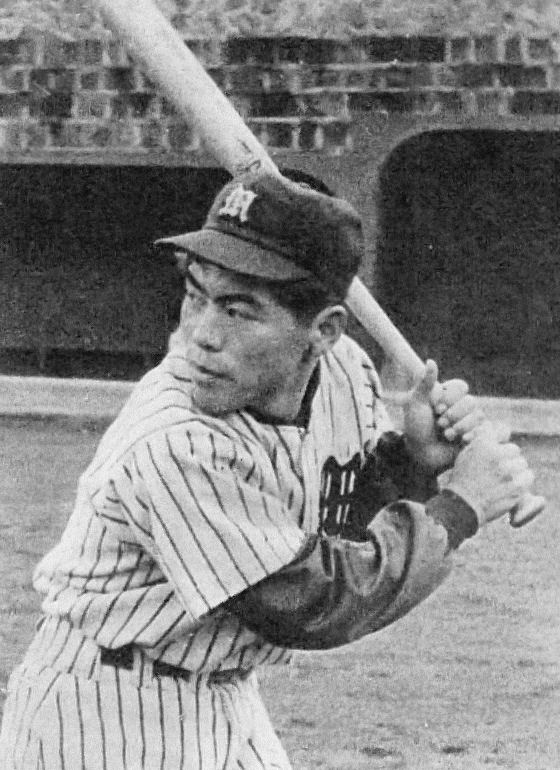
에노모토의 타격폼(1956년 촬영)

재능과 감성에 뒷받침된 타격 이론을 가졌고 어떠한 투수의 공이라도 스트라이크 존에 들어오면 반응했다고 하며 특히 선구안이 매우 뛰어났다. 고졸 신인으로서는 2년 연속 리그 최다 볼넷이라는 매우 드문 기록을 갖고 있다. 프로 1년차인 19세 때(시즌 기간 중에는 18세)에 기록한 97개의 4사구는 신인 선수의 기록으로서는 2위인 다베 데루오가 기록했던 65개의 4사구(1950년)를 크게 웃돈 역대 1위이다. 또 볼넷이 많음에도 불구하고 삼진은 극히 적었다. 1964년에는 641차례 타석에 들어서서 86개의 볼넷에 대해 삼진은 겨우 19개라는 숫자를 남겨 시즌 BB/K에서는 1951년 가와카미 데쓰하루에 뒤를 이은 역대 2위를 기록했다(가와카미는 424타석). 또 1966년에는 홈런을 24개나 쳤던 반면 삼진은 20개였다.
타저투고 시대에 좋은 성적을 계속 남겼고 세이버메트릭스에 있어서 통산 RCWIN 걸출도에서는 역대 7위, RC27 걸출도에서는 역대 8위를 기록하고 있는 강타자였다. 통산 BB/K 걸출도에 대해서는 2.80배를 기록했으며 4000타석 이상의 선수 가운데에서 역대 1위가 됐다. 또 통산 타율 2할 9푼 8리는 7000타수 이상을 기록한 선수 가운데에서는 일본 프로 야구 역대 7위에 위치한다.
타자로서는 그립 엔드(방망이를 쥔 손가락)를 잡고 풀 스윙을 많이하는 풀 히터였다. 아웃코스로 들어오는 공에도 모두 감아서 호쾌하게 당겨치고 당시 같은 리그에서 좌우로 노려서 때리는 ‘스프레이 타법’이라는 별명을 얻은 하리모토 이사오와는 대조적으로 노려쳐서 타율을 끌어올리는 유형은 아니었다. 임펙트시에 강하게 버티고 몸을 낮춰서 하반신의 힘으로 휘두르는 타자이며 라이너성의 강렬한 타구가 매우 많은 ‘라인드라이브 히터’였다고 한다. 그리고 모양새가 무너지지 않고 축이 전혀 흔들리지 않는 아름다운 타격 폼이 특징이었다. 팀 동료인 에노모토와 함께 클린업 타자로 활약했던 야마우치 가즈히로는 에노모토의 폼에 대해서 “이거야 배팅이라는 완벽한 폼”이라고 말했다.
1962년 시즌 중간부터 1972년까지 오리온스의 홈구장이었던 도쿄 스타디움에서 가장 많이 홈런을 때렸던 선수이다. 퍼시픽 리그에서만 통산 2루타인 409개는 후쿠모토 유타카의 통산 449개에 이어 퍼시픽 리그 역대 2위의 기록이며, 통산 볼넷 1062개는 퍼시픽 리그 역대 5위의 기록이다. 더 나아가 1960년부터 1962년까지의 3년 연속을 포함하여 통산에서 4차례의 최다 안타를 기록했다. 시즌 안타 개수 리그 1위를 4차례나 차지한 것은 후쿠모토 유타카, 부머 웰스와 함께 퍼시픽 리그 역대 2위에 해당된다(이치로에 기록이 깨질 때까지는 퍼시픽 리그 기록).
2루타를 409차례나 기록했다.

### 수비
입단 당시 타격과는 대조적으로 수비는 서툴렀다. 그 때문에 당시 1루수였던 니시모토 유키오(에노모토와 똑같이 좌타자)는 에노모토가 자신의 포지션을 빼앗을지도 모르는 선수였음에도 불구하고 에노모토에게 수비를 철저하게 주입시키면서 가르쳤다고 한다. 니시모토의 가르침에 효과가 있어서인지 에노모토는 프로 2년째인 1956년에 1루수에 있어서 시즌 수비 기회와 시즌 척살 수의 일본 기록을 수립했다. 1965년에는 시즌 보살수 122개로 1루수의 일본 프로 야구 기록(당시)을 남겼을 뿐만 아니라 수비 득점에는 22를 기록했다. 1967년 8월부터 1968년 9월에 걸쳐서는 단 한 번도 실책을 하지 않았고 1516차례 수비 기회 무실책이라는 일본 기록(당시)을 남겼다. 1968년 시즌에도 9월에 기록한 실책 한 개 만으로 끝내고 시즌 1루수 수비율(0.9992)의 일본 프로 야구 기록(당시)을 수립했다.
1루수로서 퍼시픽 리그 외길로 남은 통산 수비 기록은 2147경기·20859차례 수비 기회·19625개 척살·1137개 보살・1489개 병살을 기록했는데 모두 1루수의 퍼시픽 리그 기록이다. 1루수로서의 프로 야구 역대로 따지면 경기·수비 기회·척살 개수가 2위, 병살 개수가 3위, 보살 개수가 4위에 랭크됐다. 실책은 97개로 적었고, 통산 수비율(0.9953)은 1000경기 이상의 대상에서 1루수 퍼시픽 리그 역대 2위, 1500경기 이상의 대상 또는 13000차례 수비 기회 이상의 대상인 경우에는 1루수로서의 프로 야구 역대 1위가 된다. 또한 1루수 외에도 1959년에 우익수로서 13경기에 출전해 있다.
젊은 시절 오리온스의 선수 명감에는 에노모토의 선수 소개에 ‘(타격과 함께)수비에도 능숙한 간판 선수’라고 기술돼 있다. 수비 지표에서도 높은 숫자를 기록했지만 한편으로 1969년부터 팀의 선발 로테이션에 정착한 투수로 활약했던 무라타 조지는 팀의 고참이었던 에노모토의 수비력에 대해 “수비에서는 (에노모토)자신의 손이 닿는 타구 밖에 움직여주지 않아서 솔직히 힘들었다”, “겉치레로라도 능숙하다고는 말할 수 없었다. 최저한의 움직임 밖에 하지 않으니까. 그저 평범하다곤 할까”라고 평가했다(무라타는 다만 그 후에 “타격에 관해서는 주위에서의 호기심어린 시선이나 잡음에는 눈길도 주지 않고, 한눈 팔지도 않고 타격에만 몰두하는 모습을 보고 이것이야 말로 프로다, 라고 감명받았다”라고 평가해 에노모토의 타격에 대한 자세에서 큰 영향을 받았다고 한다).

## 에피소드

### 트레이닝과 타격 이론
현역 시절에는 무도를 도입한 트레이닝을 실천하고 그 구도적인 스타일도 어울려서 수많은 에피소드를 남겼다. 프로 5년차인 1959년 시즌 종료 이후 아라카와 히로시 등과 함께 도헤이 고이치나 검도가의 하가 준이치의 도장에 다니면서 합기도나 발도술을 습득해 이를 타격으로 도입하여 수위 타자 획득으로 연결됐다. 그 때문인지 트레이닝을 ‘계고’(稽古), 배팅 폼을 ‘모양’이라고 했다. 경기 전에 좌선을 하는 일도 있었다고 했고 또한 자택의 뜰에 전용 타격 연습장을 만든 것으로도 알려져 있다.
아라카와 히로시는 1959년 시즌 오프 때인 당시의 에노모토에 대해서 다음과 같이 말했다.

에노모토는 매일 우리집에 와서 방망이를 휘두르고, 내가 합기도를 수행하는 것에도 따라와서 도장 구석에 정좌해서 견학하는 등 힘든 프로 야구 선수의 길을 걷고 있었다. … 그 가운데 에노모토는 우리 집에서 몇 달 동안 머물렀고 외출할 때는 내 오토바이 뒤에 타고 다니는 상태에서 배팅의 비법을 목표로 했고 그렇게 해서 맹훈련을 거듭하게 됐다. 경기가 끝나고 난 뒤 나와 함께 돌아와서 내가 ‘이제 됐다’라고 말할 때까지 몇 백 번이고 프리배팅을 하였고 자세와 리듬을 잡는 방법, 다리와 허리의 위치 등을 철저하게 연구하는 등 매일매일 하루를 보냈다.
 — 아라카와 히로시
젊었을 때의 이야기로, “아라카와 히로시 자택의 마당에서 에노모토가 프리배팅을 하고 있었다. 그런 와중에 아라카와는 그것을 잊어 버렸고 늦은 밤에 생각이 나서 마당을 보니까 에노모토는 아직도 프리배팅을 하고 있었다”는 것이다. 아라카와는 에노모토에 대해 “정말로 고지식한 남자였으며, 구도심으로 뭉친 듯한 점이 있다”라고 평가했고 “오(사다하루)의 10배나 고지식했다. 그믐날이나 정초에도 집에 연습하러 왔다”고 말했다. 에노모토는 경기 후에 자택의 다다미 방에서 몇 시간 동안이나 기색을 반복하면서 진검을 흔들고 단련했다.
훗날 에노모토는 아라카와에게서 배운 합기도 타법에 대해 “타석 안에 성을 구축하고 있는 것과 같은 것이다. 내 몸의 앞과 투수 방향에 소토보리(外堀)와 우치보리(内堀)가 있어서 그 사이에 공을 처리하면 방망이는 빠른 공에도 주눅 들지 않게 되는 것이다. 소토보리와 우치보리의 폭은 합쳐서 30 ~ 40 cm 정도였을 것이다”라고 해설했고 합기도 타법에 대한 자신의 경험을 이렇게 되돌아봤다.

입단해서 수 년간 2할 6, 7푼이 계속되면서 어떻게 해서라도 3할 타자가 되고 싶었습니다. 빨리 3할 타자가 된다고 생각하면 금방 죽어버린다는 말이죠. 그렇지만 어린아이였기 때문인지라 어떻게 해서든 3할을 치고 싶었던 겁니다. 필사적으로 방망이를 휘두르고 있는 가운데 소토보리와 우치보리에 대한 의미를 알게 됐습니다.
 — 에노모토 기하치
더 나아가 프로에 입문한 이후 데이터나 상대 투수에 대한 메모나 일기 등은 일절 적지 않았다고 한다.
에노모토의 타격폼 조정 방법은 신인 시절부터 특이해서 아라카와로부터 배웠던 정신론인 ‘방망이를 손으로 휘두르지라, 몸으로 휘두르지마라, 마음으로 휘둘러라’라는 이미지를 충실하게 실행했고 자세 조정에서는 프리배팅을 하는 것 자체가 적었다고 여겨진다. 그 때문인지 경기 전에 방망이를 한 번도 휘두르지 않은 채로 경기에 임하는 일도 자주 있었다고 한다. 에노모토가 경기 전의 조정 방법에 관한 에피소드로서 큰 거울 앞에서 방망이를 잡은 채 미동도 하지 않고, 30분 정도 경과한 즈음에 간신히 자세를 풀고 만족한 듯한 표정으로 ‘좋은 연습이 됐다’고 말했던 적이 있다. 훗날 에노모토 본인이 말한 바에 따르면 잡은 방망이의 끝부분이 오른쪽 눈의 시야 끝에 아른거리는 상태가 배팅에 있어서의 이상형이며, 흐트러진 자세를 조금씩 고쳐나가고 있었다고 한다. 더욱이 에노모토는 “중요한 것은 공을 최단 거리에서 만나게 할 수 있는 위치에 방망이의 헤드가 있는지가 중요한 것이어서 그런 것을 확인하는데 스윙할 필요는 없다”고 해설했다.
에노모토에 대한 취재를 했던 곤도 다다유키에 의하면 위에서 말한 자세 조정 연습을 하던 중, 에노모토는 곤도에게 “어정쩡하게 잡고 있으면 몸이 죽는다. 머릿 속에서 날아오는 공을 그리는 것이다. 그러면 양팔 속의 피가 지끈지끈하게 방망이로 자연스레 흘러든다. 그러니까 방망이를 꺾으면 속에서 피가 흘러나오는 것이다”라고 말했다고 한다.
현역 시절 에노모토는 타격에 대해 “몸이 살아서, 틈이 맞으면 반드시 안타가 된다”고 자주 중얼거리기도 했다. 4타수 3안타라도 자신이 납득할 수 있는 완벽한 타구가 아니면 ‘4의 1인가’라며 침체를 겪었고 4타수 무안타라도 납득이 가면 ‘4의 4다’라며 기뻐했다. 텍사스 안타나 공이 굴러서 땅볼로 외야에 빠진 안타로는 납득하지 못했다. 팀 동료였던 다이고 다케오는 에노모토에 대해 다음과 같이 말했다.

데굴데굴 구른 공이라도, 텍사스 안타라도, 4타수 4안타라면 누구라도 기뻐하죠. 맥주라도 마셔서 행운을 축하하지만 에노모토는 다릅니다. 방 안에서 팔짱을 끼고 골똘히 생각하고 있는 것이죠. ‘어째서 때릴 수 없었던 것일까’라고 하면서 때리지는 못했다고 말해도 4의 4인 것이죠.
 — 다이고 다케오
1959년 시즌 오프 이후, 제하단전(臍下丹田)에 마음을 가라앉혀 거기를 몸의 중심으로서 손끝이나 발끝 등의 몸의 구석구석까지를 제하단전과 연결(오체를 연결함), 이를 연결시킨다는 트레이닝 방법을 실천하게 됐다. 이러한 트레이닝을 하는 것으로서 에노모토는 몸의 구석구석이 의식되고 자신의 장기 위치까지를 알게 됐다고 한다. 이에 따라 효율적인 몸의 사용법이 가능하게 됐고 ‘이전의 자신은 쓸데없는 힘이 너무나 들어가고 있었다’는 것과, ‘방망이를 휘두르는 것이 아닌, 방망이 자신의 무게에 아래로 떨어뜨리는 힘도 이용한다’것을 깨닫고 타격에 대한 이해가 깊어졌다고 한다.
1961년 한 언론사와의 인터뷰에서 에노모토는 “매일매일 이기느냐 지느냐가 치열한 프로의 세계이다. 스스로 패자가 되든 승자가 되든 상관없다고 생각하게 된 마음이 자기 스스로의 정신력을 약하게 만들었다. 그래서 그런 복잡한 마음의 안정을 되찾기 위해 나는 합기도를 하면서 마음을 가다듬었다. 합기도는 무도라는 것보다도 정신수양의 길로 가는 것이라고 생각했다”라고 말했다. 인터뷰어는 그런 에노모토의 인상에 대해 “고지식한 성격을 가질 정도의 인생이 올곧은 사람이며, 이 선수는 25세의 화려한 프로 야구 선수라곤 믿기 어렵다”라고 밝혔다.
1966년 시즌 중 마이니치 신문 기자와의 인터뷰에서 에노모토는 다음과 같이 말했다.

‘알아차리니까 방망이를 휘두르고 있었다는 것이 이상적이지 않을까’라고 나는 생각해서 한 이야기입니다. 나 같은 미숙한 사람에게 그런 말을 하는 자격같은 건 없습니다. 아라카와(히로시)나 가와카미(데쓰하루)같은 사람에게 물어보세요. 하지만 ‘일본인으로서 젓가락을 어떻게 사용할까’라고 생각하는 사람은 아마 없을 것입니다. 무의식적으로 사용해서 밥을 능숙하게 먹고 있다. 타격의 궁극도 거기일 것이다…. … 라고, 이것은 내 생각입니다. 작년에 시즌 끝나고 아라카와의 집에서 목숨을 걸고 연습을 했었거든요.
 — 에노모토 기하치
에노모토는 ‘야구계를 대표하는 투수의 가장 자신있는 공을 때린다’는 신조를 갖고 있었다. 펜스를 직격하는 공을 때려도 누상에서 ‘어째서 펜스를 넘지 않는 것인가’라고 고개를 갸웃거리면서 고민했다. 이상으로 생각하고 있던 타격 이론에 구애돼 타격이 잘 되지 않고 초조했던 때에는 집안에서 방망이를 들고 날뛰기도 했다. 더 나아가 ‘타격에 뭔가 살릴 수 있지 않을까’라는 이유로 영화를 보거나 고양이의 움직임을 공부하기도 하였고, 수도꼭지에서 나오는 물을 2시간 정도 바라보고 있었다고 한다. 극도의 슬럼프에 빠졌을 때는 자고 있을 때도 가위눌리고, 방망이를 보는 것도 싫은 때가 있었지만 그래도 목숨을 걸고 ‘자신의 몸이 부서져서 죽어도 괜찮다’라는 각오로 강도높은 연습을 몇 번이고 했었다고 술회했다. 경력의 고비를 넘고 타격에 쇠퇴하는 기미가 보이고 있던 현역 마지막 시즌에는 ‘오리온스의 에노모토는 이미 죽었다’라고 했다고 한다.

### 신의 영역
1963년 7월 7일 한큐 브레이브스전에서 요네다 데쓰야와 상대했을 때 자신의 신체 움직임이 한치의 흐트러짐도 없다고 인식할 수 있어서 다음에는 어떤 코스에 어떤 공이 올 것인지 명확하게 알았다고 하는 기묘한 감각을 체험했었다. 이때 에노모토는 심신이 모두 이전에 없었던 충실감을 느끼고 투수와의 타이밍이라는 개념이 불필요할 정도의 극한의 집중력을 항상 발휘할 수 있었다고 말했다. 8월 1일 도에이 플라이어스전에서 다리를 삐는 바람에 이후 7경기를 결장할 때까지 이 상태가 계속되면서 아웃이 된 타구도 모두 방망이의 중심에서 포착한 완벽한 타구였다. 훗날 에노모토는 이 때의 모습을 “야구의 신으로부터 ‘신의 영역’에 도달할 기회를 줘서 운좋게 받았습니다”, “‘신의 영역’에 가도록 해줘서 갔습니다”라고 말했다.
이 기간에는 모두 4번 타자로서 선발 출전해 19경기(더블헤더를 4회 포함)에서 타율 4할 1푼 1리(73타수 30안타)를 기록하고 있었고 특히 14일 이후 11경기에서의 타율은 5할 5푼 8리(43타수 24안타)였다. 이 11경기에 나오는 동안에 4안타 2경기, 3안타 2경기, 2안타 4경기를 남겼다. 에노모토는 이 기간에 대해 ‘천국에서 신에게 머리를 계속 어루만질 수 있는 나날이었다’라고 표현했다.
에노모토는 훗날 이 때의 경험에 대해서 다음과 같이 상세하게 말했다.

제하단전에 저의 타격 자세가 비치게 된 것입니다. 마치 세숫대야에 담긴 물에 달님이 예쁘게 비친 듯한 느낌이었죠. 한치의 흐트러짐도 없었고, 저 자신의 모습이 비쳐져서 어떤 식으로 움직이고 있는 것까진 잘 알았던 겁니다. 공이 방망이에 닿은 순간부터 방망이를 타고 가는 것도 잘 알았습니다. … 그러면 어떤 공에 대해서도 자신이 생각했던 대로 때릴 수는 있었죠. 그때까지는 타이밍이 맞았다, 틀렸다하고 일희일비하고 있었지만 이 시기는 상대와의 타이밍이 없어졌던 겁니다. 처음부터 타이밍이 없으니까, 타이밍도 미치지는 못했다. 그러니까 타석에서 주저할 일도 없어졌던 것입니다. … 정말로 꿈을 꾸고 있는 상태에서 주위의 움직임이 천천히 진행됐었지. 프로에 입문하고 나서 배팅에 대한 것 뿐이어서 텔레비전을 봐도 진심에서 웃었던 일이 없었지만 처음으로 마음에서 웃을 수 있었습니다.
 — 에노모토 기하치

그때까지는 아무리 자연체를 만들고 거기에 혼을 불어넣어서 타석에 들어서도 결국 ‘배팅에서 가장 중요한 것은 타이밍이다’라는 생각을 버리지 못했던 것입니다. 그러니까 안타를 치거나 잘 못치거나 할 때에 타이밍이 맞았다, 틀렸다하고 일희일비하고 있었지. 그러나 제하단전에 자신의 타격 자세가 비치게 되면서 투수와의 타이밍이 없어져 버렸습니다. … 투수가 던진 공이 손끝에서 떠난 순간부터는 확실히 알고 있었죠. 이쪽은 여유를 가지면서 공을 기다리고 여유를 갖고 방망이 중심에 맞힐 수 있었습니다. 그러니까 타이밍 자체는 없어져 버린 것입니다. 처음부터 없으니까 타이밍이 틀리지 않게 됐던 것입니다. … 26세 때, 본론으로 갈 곳까지 살려 주었습니다. 본론이라고 하는 것은 자신의 뇌리에 자신의 배팅 자세가 잘 비쳐지는 것입니다. 눈으로 공을 보는 것이 아닌 제하단전으로 공을 파악하고 있었기 때문에 아무리 빠른 공이라도, 느린 공이라도 정신적으로 여유있게 방망이를 휘둘러도 늦진 않습니다. 마치 꿈을 꾸고 있는 상태에서 때려도 끝나는 것입니다. 그 모습은 분명히 뇌리에 비추고 있으면서 때려서 끝나면 싹 지나가고 꿈에서 깨어나면 나 자신으로 돌아와서 질주하는, 그러한 곳까지 가게 된 것입니다.
 — 에노모토 기하치
1963년 시즌에는 리그 2위인 타율 3할 1푼 8리였다. 이 숫자에 대해 “숫자는 나쁠지도 모르겠지만 내용은 좋았다. 그 무렵에 단지 안타를 때릴 수 있으면 좋다, 맞아서 안타가 되면 좋다라는 단계로는 아무래도 만족할 수 없게 된 것이다”, “납득이 가는, 1더하기 1이 2라는 방정식이 딱 들어맞는 것과 같은 배팅이 하고 싶어져서 연습에 연습을 거듭했더니 어느 날 무의식 중에 그렇게 된 것이다. 무심 중의 움직임이니까 밥을 먹는 것과 같다. 이젠 소리내면서 얼마든지 때릴 수 있었다”라고 말했다. 또한 이 체험 중의 기간이었던 7월 23일 올스타전 2차전에서 1회말에 우측 스탠드를 향해 올스타전 사상 최초인 만루 홈런을 기록했다. 에노모토는 이 경기에서의 세 번째 타석에서도 우측 방향에 솔로 홈런을 때려내면서 5타점을 기록했다.
1963년 8월 1일, 수비 시에 1루 땅볼을 잡고 1루 베이스로 달려갔을 때 왼발을 삐는 부상을 당해서 결장했다. 에노모토는 10일의 경기에서 복귀했지만 7월 7일부터 시작된 일련의 감각을 잃어버린 것을 알아챘다. 이때 에노모토는 정신적 충격을 받아 부상으로 인한 후유증으로 기력을 잃었을 뿐만 아니라 통곡을 하고 성적도 떨어졌다고 한다. 한때는 숫자상으로는 회복했지만 구장에서 집까지 계속 울먹이면서 돌아가는 일이 자주 있었다. 이후 다시는 “신의 영역”의 경지에는 발을 내디딜 수 없게 됐고 고뇌의 연속일 수 밖에 없게 됐다고 말했다. 또한 7월 14일부터 약 2주 동안 계속된 ‘본론의 타격’ 상태가 사라져 버렸던 것에 대해 에노모토는 ‘망가졌다는 느낌’이라고 회고했다.

### 야구계의 평가
하리모토 이사오는 “수위 타자를 1대 1로 겨뤄서 진 것은 에노모토뿐이었다. 투수가 어떤 공을 던져도 결코 피하지 않았다. 그런 타자와는 달리 가와카미 데쓰하루뿐이었다. 정말 대단한 타자였다”라고 말했다. 또한 “나는 과거의 명타자로서 왼쪽에서 5 ~ 6명, 오른쪽에서 5 ~ 6명을 리스트업 해 두고 있었다. 왼쪽은 오시타 히로시, 가와카미 데쓰하루, 에노모토, 오 사다하루, 이치로, 그리고 나였다”라고 말하며 “좌타자로서 이상적인 것은 에노모토였다. 교과서로 만들어도 될 정도의 폼이었고 거의 움직이질 않는다. 몸을 피는것도 아니었다”, “교과서와 같은 타격이었다. 정확하게 강력한 타구를 날리기 위해서는 반동을 붙이거나 하지 않고 사실은 자세를 잡으면 움직이지 않는 편이 좋다. 에노모토는 반동도 쓰지 않고 한번 자세를 잡으면 좀처럼 움직이지 않았다. 이상적인 타격이었다”, “야구는 움직이는 공을 치는 것이니까 움직이지 않는 것이 이상적이지만 공의 속도에 따라갈 수 없기 때문에 보통은 반동을 붙인다. 다리를 올리는 것도 그 중 하나다. 하지만 에노모토는 전혀 움직이지 않았다. 백 스텝이나 테이크백도 없었다”라고 평가했다. 하리모토는 또한 “좌타자로서는 완벽했다. 가와카미 데쓰하루보다도 이상적이지 않았나 싶었다. ‘고요함’ 속에 ‘움직임’이 있는 폼이다. 마치 움직이지 않는 것처럼 보이지만 조용하게 무릎으로 타이밍을 취하는 것이다. 몸을 펴는 것도, 파고드는 것도 아니었다”, “말수가 적고 너무 고지식해서 타협없이 자신만의 길을 간다. 진정한 장인 기질의 선수였다고 생각한다”라고 말했다.
도요다 야스미쓰는 “타격의 능숙함으로는 사상 최고의 1루수였다. 어쨌든 때릴 수 없는 코스라든가, 높이라는 것이 거의 존재하지 않는다. 이 점에서는 가와카미와 오시타 히로시, 이치로보다 한 수 위였다. 이것은 단언할 수 있다. 대단한 형용 밖에 보이지 않는 타자”라고 평가했으며 아리토 미치요는 “정말 천재 중에 천재였다. 상대 투수의 최고의 공을, 한치의 흐트러짐도 없이 정확하게 들이댔다”, “신인으로서 처음으로 본 프로 야구 선수가 에노모토였으며, 그 타격을 보고 터무니 없는 세계에 들어와 버렸다고 생각했다. 프로에서 살아남기 위해서는 에노모토를 따라잡지 않으면 안 된다라는 생각으로 계속해서 하고 있었다”, “내가 롯데에 입단한 해에 처음으로 본 프로 선수가 에노모토였다. 도쿄 구장에서 했던 자율 훈련이었는데 T배팅을 할 때 스윙에 전혀 흔들림이 없다. 마치 기계처럼. ‘굉장하다’라는 말 밖에 나오지 않았다”, “말수가 적고, 구도자와 같은 사람이었다”라고 회상했다.
노무라 가쓰야는 현역 시절에 가장 두려워한 타자 가운데 한 사람이다. 노무라가 ‘속삭임 전술’로 상대 타자를 크게 농락하는 걸로 널리 알려져 있었지만 에노모토에 대해서는 독특한 분위기에 말려 속삭임의 여유를 잃어버렸다고 훗날 증언했다. 노무라는 에노모토에 대해 다음과 같이 말했다.

사다하루는 에노모토와 완전히 닮았더군요. 같은 코치에게서 배운 탓인지 그렇겠지만 말이지. 나는 항상 에노모토와 상대했기 때문에 사다하루를 공격하는 것은 쉬웠어요. 예를 들면, 사다하루의 선구안은 대단하다고 여겨졌지만 에노모토 쪽이 더 굉장했었죠. … 사다하루는 아슬아슬한 공에 움찔하며 방망이가 움직일 것 같아서 나로서는 상대하기가 쉬웠지만 에노모토는 전혀 움직이질 않았습니다…. 정말이지 그런 무서운 타자에게는 그 이전에도 그 이후로도 만난 적은 없었거든.
 — 노무라 가쓰야
또한 노무라는 “에노모토만큼 선구안이 좋은 선수를 나는 본 적이 없다. 볼로 가는 공에 전혀 손을 대지 않는 것은 물론이고 감당하지 못하는 코스는 거의 없으니까 포수로서는 그야말로 포기한 셈이다. 유일하게 어려워하는 것이 몸쪽 높은 공이었지만 그것도 어지간히 빠른 공이 아니면 꿈쩍도 하지 않는다. 나의 전술도 전혀 통하질 않았다”, “볼로 가는 공을 지켜볼 때마다 고개를 꿈쩍도 하지 않았고 표정도 변하지 않았다. 사다하루쪽에서는 다루기가 훨씬 쉬웠다. 그 정도의 무서운 타자는 이전에도 이후에도 본 적은 없다”, “그 정도의 분위기 있는 타자는 없었다”, “포수 노무라로서 가장 상대하기 부담스러웠던 타자”라고 말했다.
이 일에 대해서는 이나오 가즈히사와 모리야스 도시아키도 같은 증언을 했었는데 스트라이크 존에 겨우 걸치는 코스로 던져도 에노모토는 그것이 볼이라면 고개를 약간 움직이는 것만으로 그냥 내보내고 신체나 방망이는 미동도 하지 않았다고 한다. 이나오는 “어쨌든 볼로 보이는 공은 절대라고 말해도 좋을 만큼 손이 나가지 않았다. 바깥에 들어차듯이 던진 슬라이더를 움찔하지도 않고 그냥 보내는 데는 곤란했다”라고 말했다. 또한 이나오가 포크볼을 던져서 상대했던 유일한 타자였는데 이나오는 에노모토를 잡기 위해서 만큼 포크볼을 마스터했다. 이에 대해 이나오는 현역 시절에 에노모토와 맞대결한 것을 회상하며 다음과 같이 말했다.

제가 상대했던 타자 가운데 에노모토는 최고이자 최강의 타자였습니다. 무엇보다 가장 분위기있는 타자였습니다. … 나는 팔꿈치의 부담이 컸기 때문에 포크볼을 던지지 않았지만 에노모토에게 만큼은 던지지 않을 수가 없었습니다. 한 경기에 5개 이내로 한정해서 단 한 사람에게만 던지고 있었습니다. … 자세를 잡은 채로 단념하는, 공을 그냥 보내는 것이 싫었습니다. 무서울 정도의 집중력을 느꼈습니다. 슈트도 슬라이더도 깨끗하게 맞아버리니까 에노모토에게 만큼은 포크볼을 던졌죠. 단 한 명의 타자를 막기 위해서 새로운 공을 배우지 않으면 안 된다는 생각을 가졌습니다. 에노모토와의 승부만큼은 야구를 하고 있다는 느낌이 들진 않았습니다. 스포츠가 아닌 진검 승부, 그렇게 결투한 것과 같은 생각이 들었습니다.
 — 이나오 가즈히사
아다치 미쓰히로는 “에노모토는 같은 안타라도 데굴데굴 구르지 않고 완벽하면서도 중심에 맞춘 안타였다. 자신이 갖고 던진 공을 빈틈없이 때려도 돌려보내주는 것이다. 그것도 기계처럼 정확하게, 말하자면 야구계의 미야모토 무사시와 같다. 타율로는 헤아릴 수 없는 두려움을 느꼈다”라고 평가했다. 또한 아다치, 이나오와 함께 배터리를 구성했던 니시테쓰 포수 와다 히로미는 “에노모토의 타격 포인트는 포수 쪽으로 가까워서 변화구가 휘어지고 난 후에 맞아버리기 때문에 어쩔 수 없었다”고 증언했다. 또 스기우라 다다시는 에노모토에 대해 “던질 공이 없었다. 어정쩡한 내야 안타나 번트 안타 따위는 거의 없었다. 그래서 통산 타율 2할 9푼 8리가 대단하다는 한마디로 끝난다. 당겨치기 전문의 탄환같은 타구로 아웃이 된 타구도 대부분 안타성 타구였다”라고 말해 “쇼와 30년대를 대표하는 타자를 들라고 한다면 에노모토 기하치, 하리모토 이사오, 야마우치 가즈히로, 나가시마 시게오, 오 사다하루 등의 이름을 들 수 있다”라고 에노모토의 이름을 가장 먼저 꼽았다.
히로세 요시노리는 에노모토에 대해 다음과 같이 말했다.

볼은 그냥 보내고 스트라이크를 친다. 호구필타는 야구에 있어서의 철칙이지만 그것을 철저히 실행에 옮긴 사람이 에노모토였다. 두려울 뿐인 선구안, 1년째에 97개의 4사구를 선택한 것은 우연히 아무 것도 아니다. 그의 선구안으로 본다면 필연의 결과일 것이다. 심판 판정에 클레임을 걸 때 에노모토는 엄지와 검지를 1cm 정도 벌려서 ‘지금의 (공)은 요만큼 벗어났어요’라고 태연한 표정으로 말했다. 나로서는 상상할 수 없는 선구안이었지만 그가 말하면 묘할 정도의 설득력이 있었다. 1cm의 차이를 알 수 있는 분별력에는 단지 감탄해서 감복한 것이다.
 — 히로세 요시노리
난카이 호크스의 에이스로 활약했던 조 스탠카는 미국과 일본을 통틀어 에노모토를 상대하기 가장 부담스런 타자로 꼽았다. 어떻게든 던져도 계속 안타나 홈런을 맞았지만 어느 경기에서 에노모토를 겨우 막아낸 후에 벤치로 돌아왔더니 아이스박스에 들어있는 맥주를 따고 자기 팀 동료와 건배했다고 한다.
포수를 맡았던 쓰지 야스히코는 에노모토에 대해 다음과 같이 말했다.

다이마이 선수 중에서는 에노모토 기하치를 가장 대단한 선수라고 생각했습니다. 공을 잘 때릴 정도로 능숙한 좌타자였는데 말입니다. 제 기억으로는 어떤 경기에서 심판의 몸쪽 깊숙한 부분의 대한 판정이 평소보다 더 엄격했었습니다. 평소대로라면 스트라이크의 코스가 ‘볼, 볼’이라는 판정을 내렸거든요. 에노모토는 타석의 홈 플레이트 부근에서 대비하고 있었는데 이쪽에서 코스 끝까지 당긴 데로 던지고서 볼이라는 판정을 내렸을 때 분해서 심판에게 항의를 했더니 ‘이봐, 이 정도로 빗나갔잖아’라고 하면서 엄지와 검지를 1cm 정도 벌리고 있었거든요. 사실은 정말 그 정도로 벗어나 있었기 때문에 보는 순간 깜짝 놀랐습니다. 괜찮은 타자들을 많이 봤지만 코스에서 그런 말을 들은 것은 처음이었죠. 정말 대단한 안목을 가졌다고 생각했었습니다.
 — 쓰지 야스히코
또한 당시 오리온스 감독이었던 벳토 가오루도 “그(에노모토)가 위대했던 것은 결코 볼이 된 공엔 손을 대지 않는 것이다”라고 말했다.
니시모토 유키오는 “지금까지 본 타자 중에서 가장 정확한 타자가 누구냐고 물으면 주저없이 에노모토라고 말할 수 있다. 퍼시픽 리그에서는 노무라 가쓰야와 하리모토 이사오가 에노모토보다 좋은 성적을 남겼다”라고 평가했고 가와카미 데쓰하루는 “‘타격의 신’이라는 칭호는 내가 아닌 에노모토가 가장 어울린다”라고 말했으며 그 실력을 “나가시마(시게오)를 뛰어넘는 유일한 천재”라고 평가했다.
에노모토와 오 사다하루를 지도한 아라카와 히로시는 “배트 컨트롤이 훌륭하고, 그만한 타격의 명인은 없었다”, “타자로서의 완성도는 사다하루보다 에노모토가 한 수 위”라고 말했고 “관중들을 기쁘게 하는 플레이가 비로소 ‘예’(芸)의 영역에 도달한 플레이인 것이다. 우선 ‘기’(技)가 있고 그 위에 ‘술’(術)이 있다. 그러니까 ‘기술’(技術)이라고 하는 것이다. ‘예’는 그 위다. 그래서 ‘예’의 위가 ‘도’(道)에 이르는 것이다. 야구에서 거기에 도전한 것이 에노모토였다”, “확실히 남긴 기록에서는 사다하루가 한 수 위였지만 도달한 배팅의 경지에서 말하자면 에노모토가 한 수 위였다”라고 회고했다. 아라카와는 에노모토의 타격에 대해 “무엇보다 공을 끌어들이는 방법이 달랐다. 헤드 스피드가 빠르기 때문에 공이 홈 플레이트로 들어왔고 스트라이크라면 천천히 쳤다. 지금의 선수같이 다음 투구를 예측할 필요가 없었다”라고 평가했고 에노모토가 야구 명예의 전당에 들어갔을 때에는 “사다하루와 나가시마, 에노모토는 내 제자 가운데서도 특출난 삼총사였다. 그 중에서도 (에노모토는)가장 뛰어난 제자였으며 사다하루, 나가시마의 전당 입성과는 다르다. 고생했으니까”라고 말했다. 또한 아라카와의 자택에 연습하러 다니는 에노모토를 봤던 사다하루는 그 자세에 많은 영향을 받았다고 한다.
스포츠 저널리스트 니노미야 세이준이 통산 1000이닝 이상을 던진 왕년의 투수들에게 ‘최강 타자는?’이라고 질문했는데 가장 많이 돌아온 답은 에노모토 기하치였다. 니노미야는 소년 시절에 봤던 만년의 에노모토 밖에 모르고 에노모토와 같은 시대에 살았던 퍼시픽 리그 투수들이 하리모토 이사오·노무라 가쓰야·나카니시 후토시 등의 위에 에노모토의 존재를 평가하려는 것이 신기했다고 말했다. 니노미야는 에노모토가 남긴 숫자를 보고 ‘사상 최강이라고 부르기에는 왠지 부족하다’고 판단했지만 실제로 오래된 테이프를 가져와서 에노모토의 타격을 반복해서 보는 와중에 “그 위대함을 이해하는 것과 동시에 투수가 에노모토를 두려워하는 이유도 이해할 수 있었다”라는 취지의 발언을 했었고 “무엇이 대단한가 하면 에노모토의 타구는 밀리미터 단위도 좌우로 벗어나지 않는 것이다. 회전의 스핀으로 맹금처럼 야수를 덮치는 것이다. 회전의 스핀이라는 것은 즉 한치의 오차도 없이 투수가 던진 공을 받아 치는 증거이며, 투수가 보면 무엇 하나 변명의 여지가 없다. 마치 큰 칼에 미간을 갈라지는 듯한 그런 것이다”라고 평가했다. 또한 니노미야는 소년 시절에 만년의 에노모토의 “1, 2루 사이를 두 개로 가르는 강렬한 타구가 인상에 남아 있다”라고 기술했다. 더욱이 우측 스탠드나 우중간 스탠드로의 꽂히는 에노모토의 홈런은 부상자를 만든 적도 있었다. 타구를 잡으려고 피하지 않아서 공이 얼굴에 맞아 기절한 관객까지 있었다고 한다.
에노모토 자신은 현역 시절에 가장 인상 깊었던 투수로서 이나오 가즈히사, 스기우라 다다시, 아다치 미쓰히로 등 세 사람의 이름을 들었다. 이나오에 대해서는 “정말로 좋은 라이벌이었다. 아무리 맞아도 그 사람만큼은 한 번도 타자를 위협할 정도의 몸쪽으로 공을 던지지 않았다. 멋진 선수였다”라고 극찬했다. 에노모토와 같이 왼손 중거리 타자이면서도 ‘타격의 천재’라고 불린 마에다 도모노리에 대해서는 “이야기를 듣는 한, 그에게는 나와 공통되는 점이 있다고 생각한다”라고 말했다. 타격에의 조건 등 기인과 같다는 점을 가진 것까지 공통적인 부분은 있는데 니노미야 세이준은 1993년에 마에다의 타격의 이상을 추구하는 모습과 투수와의 대결에서 검호·달인과 같은 분위기에서 “마에다는 에노모토의 모습을 방불케한다”라는 취지의 발언을 했다. 또 에노모토는 1980년대 중반에 가졌던 인터뷰를 통해 롯데 오리온스에서 전성기를 맞고있던 오치아이 히로미쓰의 인상에 대한 질문을 받았을 때 “그는 로봇이 아니니까”라고 평가했다. 1990년대 후반의 인터뷰에서는 미야모토 신야에 대해 “엔진이 있다”라고 평가했다.

### 오 사다하루·나가시마 시게오와의 관계
요미우리 자이언츠의 오 사다하루가 극심한 부진에 시달렸던 1962년, 가와카미 데쓰하루 감독은 그 해에 요미우리의 1군 타격 코치로 부임했던 아라카와 히로시에게 ‘에노모토를 키웠던 것처럼 사다하루를 키워 달라’며 지시했다. 이를 바탕으로 아라카와가 에노모토에게 사다하루에 대한 조언을 부탁했다. 에노모토는 실제로 사다하루의 배팅하는 모습을 보고 “자네는 스윙한 뒤에 오른쪽 무릎이 벌어지니까(열린다) 안 된다. 그렇게 하다간 힘있는 타구가 날아가지 않는다”라고 타격폼의 결점을 지적했다. 사다하루의 오른쪽 다리가 움직이지 않도록 마음껏 밟으면서 프리배팅을 시켰고 자세 교정을 지도했다. 사다하루는 에노모토에 대해 “네 살 위의 선배로, 아라카와 도장에서는 함께 연습을 했다. 프로에서의 엄격함을 눈앞에서 보고 힘든 세계에 들어왔다고 생각했다”라고 회고했다.
사다하루와의 연습에 대해 다음과 같은 에피소드가 있다. 1962년 11월, 아라카와 히로시의 권유로 하가 준이치의 지도하에서 사다하루, 히로오카 다쓰로, 스도 유타카와 함께 검도를 배웠다. 그 때, 진검을 이용해서 짚을 베는 연습을 했는데 모두 실패했다(스윙을 할 때에 불필요한 힘이 들어가면 힘을 제대로 쓸 수 없다는 걸 배우기 위한 것이었다). 1주일 뒤에 에노모토와 사다하루는 다시 진검을 사용한 연습을 허락받아 사다하루는 단번에 짚을 절단했지만 에노모토는 실패했다. 돌아오는 길에 스스로가 한심스럽다고 느껴질 정도로 사다하루에게 추월당했다는 초조함 때문에 에노모토는 끝내 울었다고 한다. 집에 돌아와서는 아버지에게 부탁해서 구할 수 있는 짚을 모두 얻어와서 진검으로 베기 시작했는데도 잘 되질 않자, 아라카와를 불러서 지도를 받았고 저녁이 돼서야 짚을 벨 수가 있었다. 이때 에노모토는 하가가 말한 ‘쓸데없는 힘을 사용하지 않는 스윙’을 체득했고 타격에 대한 이해가 깊어졌다고 말했다.
에노모토를 프로 5년차부터 지도했고, 사다하루를 홈런왕으로 성장시킨 아라카와 히로시는 에노모토와 사다하루의 차이에 대해 다음과 같이 말했다.

에노모토는 워낙 착실했기 때문에 수위 타자를 획득하고 나서도 더욱 파고들려고 했다. 사다하루도 자주 연습했지만 파고드는 방법은 서로 달랐다. 사다하루는 운이 좋아서 홈런이 되면 늘 좋아했으나 에노모토는 홈런이 됐어도 ‘이렇게 쳤으면 더 좋았을텐데’라고 생각했다. 기술적으로는 사다하루보다 에노모토가 한 수 위였다. 하지만 에노모토는 지나치게 끝까지 하려고 한 것이겠지. 정신적으로 대단한 상태였다. 그 점에서도 사다하루는 게으름을 적당하게 피우는 걸 잘했다. 온 힘을 다해 파고들어서 여유와 놀이가 생겼다. 이 점이 세계 최고의 홈런왕이 된 사다하루와 그렇지 못했던 에노모토의 차이는 아닐까.
 — 아라카와 히로시
동갑내기이자 같은 등번호 ‘3’번이었던 나가시마 시게오에 대해서는 강한 적대심을 불태웠다(다만 나가시마는 빠른 생일이었다). 에노모토는 나가시마에 대해서 다음과 같이 말했다.

스모였다면 나가시마를 이길 수 있다. 만원 관중들이 보는 앞에서 한 번쯤 나가시마를 쓰러뜨리는 게 나의 꿈이었다. 1루로 온 나가시마에게 이렇게 말하려고 했다. ‘나가시마, 스모로 승부를 가르자’라고….
 — 에노모토 기하치
치바 시게루는 팬들로부터 인기가 있어서 화려했던 나가시마를 ‘서커스의 사자’로 비유했고 인기가 없을 정도의 수수했던 에노모토를 ‘신주’라고 비유했던 적이 있다.
이나오 가즈히사는 자신의 저서에서 가장 상대하기 껄끄러운 타자를 에노모토와 나가시마를 꼽았다. 이나오는 상대 타자의 눈을 응시하고 심리 상태를 알아본 후에 볼배합을 했지만 이들 두 사람은 ‘무얼 생각하고 있는지 도무지 알 수가 없었다’라고 밝혔다. 이나오의 이론으로는 ‘타자와 상대할 적에 기가 센 타자는 눈을 맞춰온다. 반면 기가 약한 타자는 눈을 맞추려 하지 않는다’고 표현했는데 에노모토는 그 어느 쪽도 아닌 ‘자신을 쳐다보곤 있지만 눈을 맞추진 않는다. 눈이 아닌 이마나 미간을 보는 것 같아서 기분이 언짢았다’라고 말했다. 그런 한편으로 나가시마에 대해서는 일본 시리즈에서 처음으로 맞붙었을 때 나가시마의 두 눈을 노려봤어도 아무런 반응도 돌아오지 않았기 때문에 이나오는 ‘무엇이 그렇게 틈이 많은 타자였는가. 한치의 틈도 없던 에노모토와는 너무 다르다’라고 당황하면서도 자신있는 구종인 슬라이더를 던졌다. 그랬더니 나가시마의 몸이 갑작스럽게 반응해서 그토록 맞은 적이 없었던 코스의 공을 칠 수 있지 않은 몸의 자세로 받아쳤고, 그대로 장타로 연결됐다고 한다. 노무라 가쓰야도 그런 심리를 알 수 없어서 가장 힘들었던 타자를 에노모토와 나가시마를 꼽았다.

### 인물상
에노모토는 가난한 집안에서 태어나 집안에 돈이 없을 정도의 궁핍한 생활을 보냈다. 그 때문에 농민이었던 에노모토의 아버지는 금전을 마련하기 위해 논밭을 팔아 에노모토를 고등학교에 진학시켰다. 에노모토는 아버지의 은혜를 절대로 잊지 않고 프로에 입단한 후 고액의 연봉을 받게 된 후에 팔았던 논밭을 아버지를 위해서 다시 구입했다. 또한 가난에 시달리던 에노모토의 집안은 초라했으며 에노모토가 처음으로 고기를 먹어본 것은 중학생 때였다고 했는데 그 고기는 개구리로 만든 고기였다고 한다. 젊은 시절의 에노모토가 타격에 대해서 깊게 고뇌하며 정신적인 중압감을 느낀 것은 자신의 수입으로 가족들의 생계를 책임져야 한다는 사정이 있었기 때문이었다.
안타나 홈런을 때려내도 ‘제대로 된 타격이 아니다’라고 고민할 뿐만 아니라 범타로 물러날 때도 늘 고민을 반복했다. 또한 젊은 시절에는 사소한 일로 너무 신경을 많이 쓰는 경향이 있어서 그런지 무안타로 경기가 끝내는 날에는 방망이를 쥐고 좌절하는 일도 다반사였다고 한다. 아라카와 히로시는 “에노모토는 너무 성실했다. 성실해서 그런지 긴장을 푸는 법을 몰랐다”, “그에게 좀더 노는 부분이 있었더라면 한 3,000개는 맞을 수 있었다”고 말했다. 오리온스의 타격 코치로서 현역 선수로서의 마지막 시기인 에노모토를 지도했던 요나미네 가나메는 “그(에노모토)는 야구에 대해서 너무 진지했다. 좀더 야구를 즐겼어야 하는 건데….”라고 말했다.
노무라 가쓰야는 위에서 말한 것과 같이 에노모토의 타격을 극찬하는 한편으로 ‘에노모토는 단지 쳐낼 뿐이다. 그리고는 무관심도 그만이었다’, ‘만약 팀이 경기에서 져도 자신이 안타를 치면 만족한다’라고 말하는가 하면 프로 선수로서 팀 전체의 승리에 관심없는 에노모토를 ‘분명히 말하자면 나는 존경할 수 없다’라고 말했다.
에노모토는 자신이 추구하는 이상적인 타구나 안타 내용에 신경썼기 때문에 신인 시절부터 1류 타자의 증명인 타율 3할이라는 숫자를 생애 목표로 하고 있었다. 시즌에 따라서는 신인 시절인 1955년, 10년 뒤의 시즌인 1964년에도 각각 안타가 불과 1개에도 미치지 못했고(어느 쪽 시즌에도 1안타만 더 쳤더라면 딱 3할이었음) 타율 3할을 놓쳤다. 신인왕을 차지한 이듬해부터는 타율이 낮아지면서 긴 슬럼프에 빠졌지만, 1959년 오프에 합기도와 좌선을 한 끝에 타격이 개선됐다. 이듬해 1960년에는 ‘3할의 벽’을 깨는 것과 동시에 수위 타자를 획득했고 이후에는 3할 이상의 시즌 타율을 남기게 됐다. 통산 기록에선 1970년 시즌 종료 시점에서는 타율 3할(0.3001)이었지만 1971년에도 현역 생활을 이어나가면서도 타율이 떨어졌고 오리온스 시절의 통산 타율이 0.2994가 돼서 3할 대를 넘지 못했다(안타가 한 개 더 있었더라면 사사오입의 숫자이지만 3할). 니시테쓰로 트레이드로 이적한 이듬해 1972년에도 통산 타율이 떨어지면서 기이하게도 신인 시절이던 1955년의 타율과 같은 2할 9푼 8리가 되어 집착하고 있던 통산 타율 3할에 안타는 고작 15개, 사사오입상으로 3할에는 12개의 안타가 부족했다. 또, 시즌에 있어서도 신인 시절이던 1955년, 10년 후인 1964년 시즌에도 각각 안타가 불과 1개에 미치지 못하고(두 시즌 모두 한 개의 안타가 더 있었으면 정확히 3할) 타율 3할을 놓쳤다.
젊은 시절에 팀 동료였던 스도 유타카는 1군에서는 귀중한 동년배였던 점도 있어서 에노모토와는 절친한 사이였다. 스도는 에노모토에 대해 “에노모토는 정말로 방망이를 좋아했었다. 잠옷 차림으로 방에서 나오더니 방망이를 든 채로 세면하러 갔다. 아침 식사할 때도 곁에 방망이를 두고서 먹었고, 식후에는 집 마당에 있는 나무를 향해서 납득될 때까지 스윙하는 연습을 했다. 낮 경기이든 밤 경기이든 간에 하루도 거르지 않았다. 경기 후에도 곧장 귀가해 또다시 스윙 연습을 했다. 나도 처음에는 에노모토와 함께 연습했었는데 프로 2년째부터는 밤거리에 빠져버렸더라”라며 회상하고는 “내가 밤거리의 관해서나 세상살이를 이야기하면 ‘나하고는 인연이 없는 세상’이라며 정말 재미나게 이야기를 들어주었다. 여자 얘기 같은 거 하면 얼굴이 새빨개지더라고. 마치 순정을 그림에 그려넣는 것 같은 사람이었다”라고 말했다.
부인과는 친분이 있던 신문사 기자의 소개로 알게 됐다. 에노모토의 과거 팀 동료였던 사사키 신야는 “연애에 있어서도 한눈 팔지 않았고, 야구 밖에 모르던 에노모토도 ‘애인이 생겼네’라고 생각함과 동시에 결혼까지 했다. 참 빨랐다”라고 농담섞인 말을 했다. 또한 현역 생활 만년에 에노모토는 이렇다 할 만한 활약을 보여주지 못할 정도의 부진에 대해서 격노하며 집안에 있던 물건들을 방망이로 부수는 등의 과격한 행동을 했는데 이에 대해 에노모토는 훗날 “지금도 그 일을 생각해보면 꽤나 어린아이같은 행동이었다. ‘집이 부서지면 다시 살리면 된다’고 말해 집사람에게 웃음거리가 됐던 기억이 있다”라고 회고했다.
젊은 시절 에노모토의 마음을 지탱해 준 것이 와세다 대학 출신 선배들과의 타격에 대한 담론이었다. 당시 와세다 대학 출신인 아라카와 히로시, 고모리 미쓰오, 누마자와 고이치로와 에노모토의 이들 네 사람은 매우 사이가 좋아서 원정지의 숙소에서도 서로의 배팅을 검토했을 뿐만 아니라, 술도 마시지 않고 끝없이 타격에 대해 서로 의견을 주고 받았다고 한다. 또 야마우치 가즈히로는 네 사람과 섞여서 야구에 대한 담론을 하고 싶었지만 자신은 와세다 출신이 아니어서 개입하기가 어려웠다고 한다.
현재 타격의 연습으로서 널리 이뤄지고 있는 ‘셋업 티 배팅(토스한 공을 네트를 향해서 치는 연습)’은 야마우치 가즈히로와 함께 골프의 연습 방법을 응용해서 고안했다고 한다. 야마우치와는 타격 이론에서 서로 통했고 현역 시절에는 두 사람과의 관계가 좋았다. 에노모토는 1970년에 야마우치가 현역에서 은퇴했을 때 다음과 같이 말했다.
| “ | 야마우치와는 오랫동안 같이 플레이를 했지만 젊었을 때부터 내게 좋은 표본이었다. 한마디로 말할 수 없는 추억이 있다. 은퇴했다는 것 자체가 매우 충격적이고 쓸쓸했다. | ” |
|   | — 에노모토 기하치 |   |

오리온스가 간사이 지방으로 원정갔던 그날 밤에 다이고 다케오가 아리토 미치요, 야마자키 히로유키 등과 마작을 끝내고 방에 돌아오자, 룸메이트인 에노모토가 없었다. 결국 에노모토는 새벽 3시 경에 돌아왔다. 이튿날 아침에 다이고가 아리토와 얼굴을 맞대면서 아리토는 ‘졌다, 졌어’라고 연발했다. 방에 돌아온 아리토와 야마자키를 에노모토가 기다리고 있다가 배팅 코치 역할을 맡아줬다고 한다. 그러나 아리토와 야마자키에게는 에노모토의 타격 이론을 아무래도 이해가 되지 않아서 아리토는 다이고에게 “검도의 달인에게서 이야기를 듣고 있는 것 같았다”라고 말했다. 또한 에노모토의 타격 연습을 보고 큰 충격을 받은 아리토가 타격에 대해 가르침을 받으려고 말을 걸었는데 에노모토는 돌아보지도 않고 ‘스스로 생각해라’는 말만 들었다고 한다.
선수로서 마이니치 오리온스·다이마이 오리온스·도쿄 오리온스·롯데 오리온스에 모두 소속했던 인물은 에노모토와 다이고 다케오 등 두 사람 뿐이었다. 다이고는 와세다 실업고등학교 시절부터의 2년 선배인 에노모토를 존경하고 있어서 은퇴 후인 1970년대에 에노모토에 대한 인상에 대해서 다음과 같이 말했다.

지금도 에노모토를 웃음거리로 삼는 젊은 선수들이 있는데 그런 녀석들을 보면 호되게 야단치고 싶거든요. ‘에노모토가 얼마나 훌륭한 타자였는지 너희들은 알고 있는가’라고 화를 내고 싶을 정도입니다.
 — 다이고 다케오
커리어 종반에는 노쇠해진 신체 때문에 힘들었다고 말했는데 에노모토는 이에 대해서 다음과 같은 심경을 토로했다.

양쪽 손목의 건초염도 그랬고 발목도 약해져서 체력이 계속 따라주지 않았습니다. 타석에서 놀랄 정도로 그립 위치가 내려가기도 했고 풀솜을 밟듯이 움직이던 발이 아웃 스탭이 돼있었습니다. ‘스트라이크, 타자 아웃’이라는 소리에 덜덜 떨리기도 했었습니다. … 제하단전에 모아둔 기운이 어깨로 올라와서 왠지 모르게 마치 풍선같이 뜬 것 같은 기분이 들었죠. ‘아, 이제 야구 인생도 마지막이다’라고 생각했었습니다. … 젊은 선수들은 쏟아져 나오고, 경기에서는 나가가지 못하고, 그래도 두 명의 자식을 두고 있는 가장으로서 가정을 지켜야만 했습니다. ‘안타를 치고 싶다’, ‘안타를 치고 싶다’라는 그런 생각으로 방망이를 계속 휘둘렀는데 정신을 차려 보면 방망이를 쥔 채로 울고있는 거에요. 안타깝고 견딜 수 없었습니다.
 — 에노모토 기하치
자신의 커리어가 이제 끝이라고 깨달은 에노모토는 젊은 선수들에게 타격을 가르쳤지만 이야기가 전해지지 않았다. 이에 대해 에노모토는 다음과 같이 말했다.

말이 통하질 않는거야. ‘제하단전’도 ‘오체를 묶는다’라는 말도 통하질 않거든. 게다가 어제 기본을 하고나서 오늘 또다시 같은 걸 하려고 해도 ‘그건 어제 배웠으니까 다음에 또 가르쳐 주십시오’라고 하는 거야. … 야구나 학문이나 똑같다고 생각하는데 ‘기본 - 응용’으로 기본을 반복해서 몸에 익히는 것이야 말로 응용이 가능해지거든. 그런데도 기본을 가르치려고 하면 반대로 형식에 매어있다고 하질 않나. 점점 절망에 빠졌거든.
 — 에노모토 기하치
은퇴 후 에노모토의 취재에 성공한 스포츠라이터인 마쓰이 히로시는 난해한 이야기를 이해하려고 수 년 동안 에노모토의 자택을 계속 방문했는데 《Number PLUS - 프로 야구 위대한 백구의 궤적》(1999년, 분게이슌주)이라는 기사에서 에노모토 대한 취재를 바탕으로 한 다큐멘터리 형식의 기사를 게재했다. 그 후에도 취재하는 과정에서 들었던 이야기를 이해하는 차원에서 해부학·운동 생리학이나 무도·유술의 역사 등을 공부했고 실제로 탈력법이나 호흡법에 대한 트레이닝을 6년 간이나 했다고 한다. 2005년에는 마쓰이에 의한 평전 《타격의 진수 에노모토 기하치전》(打撃の神髄　榎本喜八伝)이 간행됐다.

### 기행
1950년대 말부터 1960년대 전반에 걸쳐 에노모토와 잘 아는 선수들이 연달아 팀을 떠났다. 1959년 시즌 종료 후 에노모토와 절친한 사이였던 누마자와 고이치로, 사사키 신야가 현역에서 은퇴했고 감독이던 벳토 가오루도 오리온스를 퇴단했다. 1960년 오프 이후에는 구단의 경영 주체가 바뀌면서 구단주인 나가타 마사이치가 구단 경영을 장악했었고 프런트의 의사도 있어서 마이니치의 색이 강한 선수(마이니치 오리온스의 토박이 선수)들이 연쇄적으로 방출됐다. 같은 해 시즌 종료 후에는 에노모토와 오랫동안 친분을 쌓았던 니시모토 유키오 감독이 부임한 지 1년 만에 감독직에서 사임했다(1960년 일본 시리즈에서의 지휘를 둘러싸고 나가타와의 의견 충돌로 갈등을 겪었기 때문). 1961년 시즌 종료 후 에노모토를 가장 잘 이해해줬던 아라카와 히로시, 타격에 대해 에노모토와 의견을 주고 받는 사이였던 고모리 미쓰오가 팀에서 방출됐다.
1963년 시즌 종료 후에는 구단이 ‘미사일 타선을 해체하고 수비를 갖춘 팀을 만든다’라는 목표를 내걸었기 때문에 주력 선수인 가쓰라기 다카오가 트레이드됐고 에노모토의 난해한 타격 이론에 이해를 표했던 4번 타자 야마우치 가즈히로도 트레이드로 한신 타이거스에 이적했다. 특히 야마우치의 트레이드는 ‘세기의 트레이드’라고 불릴 정도였는데 나가타는 트레이드 방출 후보로 에노모토까지도 거론했다. 더 나아가 베테랑이면서 주력 선수였던 다미야 겐지로는 그해 시즌 후반에 혼도 야스지 감독으로부터 푸대접을 받고 시즌 종료 후에 현역 은퇴를 표명했다. 이러한 일련의 흐름에 의해서 ‘다이마이 미사일 타선’은 순식간에 무너지면서 주력 선수 중에서는 에노모토만 혼자 남는 모양새가 됐다.
구단명이 ‘마이니치 다이에이 오리온스’에서 ‘도쿄 오리온스’가 된 1964년 시즌 오프 당시의 계약 개정에서 구단은 에노모토에게 연봉을 삭감시키겠다는 방침을 정했고 더욱이 ‘3할에 2리가 모자랐기 때문(그해 에노모토의 시즌 타율은 리그 5위인 2할 9푼 8리)’이라는 이유로 ‘A급 10년 선수 제도’에 의한 보너스도 전액 지불하기 꺼려하고 정해진 금액만큼 최소한 밖에 주지 않으려고 했다. 전년도인 1963년 시즌 종료 때 주력 선수들이 한꺼번에 빠졌기 때문에 그해 에노모토는 팀의 리더를 맡지 않으면 안될 입장에 놓여져서(사와키 고타로는 “에노모토에게는 그런 역할이 (성격적으로)맞지 않았다”고 말했다) 그런 중압감 속에서 활약하는 등의 뚜렷한 결과를 남겼는데도 불구하고 구단으로부터 전혀 평가받지 못했다. 그해 에노모토는 리그 5위의 타율 외에도 149경기에 출전해 홈런은 7위, 타점은 6위, 도루는 3위, 출루율은 3위, 최다 볼넷, 최다 몸에 맞는 볼, 최소 삼진이라는 성적을 남기고 있었다. 또한 구단측은 기대받았던 신인인 야마자키 히로유키에게 에노모토의 등번호 ‘3’번을 제시했고(야마자키가 고사함) 더 나아가 전년도 계약 시에 구단주인 나가타 마사이치가 “자네는 팀에 큰 기여를 하고 있다. 타율 등 걱정하지 말고 열심히 해달라”고 발언했던 적도 있어 에노모토는 구단에 대해 강한 불신감을 드러냈다.
다이마이 시절의 구단 대표였던 와다 준이치에 의하면 에노모토가 그때까지 계약을 갱신하는 장소에서 어떠한 금액이 제시돼도 ‘네’라는 말 이외에 하지 않는 선수였다고 한다. 18년 간의 현역 생활 중에서 에노모토가 계약 갱신으로 감정을 밖으로 표출한 것은 이전이나 이후 모두 이때 뿐이었다. 사와키 고타로는 “그런 에노모토가 그해 만큼은 완강하게 거절했던 것이 고립무원으로 몰린 자의 분노도 포함돼 있었을지도 모른다”라고 분석했다.
에노모토는 이듬해 1965년 시즌 초반 무렵부터 머릿속에서 귀울림 증상이 나타나게 됐고 원인 불명의 두통과 오한을 느낄 정도의 컨디션이 무너지게 됐다. 시즌 중반 무렵부터는 기괴한 행동을 보이기 시작했고 건초염이 발견된 것도 겹쳐져서 동시에 타격 성적도 침체됐다. 1966년경에는 큰 돈을 들여서 뜰에 자가용 타격장을 만들었고 경기가 끝난 후에도 그 곳에서 쉬지 않고 연습하는 등 그때까지 이상으로 타격 연마에 몰두하게 됐다. 하지만 1965년 이후에는 스스로도 제어할 수 없을 정도의 감정이 폭발하는 정신적 발작을 일으켰고 자신의 타격에 만족할 수 없다는 이유로 자택에서 방망이로 콜라병이나 유리창을 부수는 등의 극단적인 행동도 서슴지 않았다. 또한 계약 갱신으로 방문한 구단 사무소에서 의자에 앉은 채로 명상에 잠겨 7시간 동안 움직이지 않는 등의 이상 행동도 보였다.
1966년에 메이저 리거가 일본을 방문해서 로스앤젤레스 다저스와의 미일 대항전이 개최됐을 때 다른 선수들이 연습하고 있는 와중에 에노모토 혼자만 덕아웃에서 가만히 좌선하는 자세를 하고 있었다. 에노모토의 행동을 이상하게 생각한 야마우치 가즈히로가 “에노모토 쟤는 뭐하고 있어?”라고 요미우리의 매니저에게 물었는데 그 매니저는 “한 시간 전부터 저런 자세로 있었다”고 대답했다. 야마우치가 ‘자고 있는 건가?’라고 에노모토를 놀래키자, 에노모토는 ‘아니다’라고 대답하곤 움직일려고 하지 않았다. 가와카미 데쓰하루 감독도 눈을 감은 채 움직이지 않는 에노모토를 걱정어린 시선으로 보면서 에노모토를 경기에 출전할 수 있는지 물었다고 한다. 그 후 에노모토는 노크도 받지 않고 배팅 연습도 하지 않은 채로 경기에 선발 출전했다. 에노모토는 또한 그 해에 열린 올스타전에서도 벤치에서 좌선을 하고 있어서 센트럴 리그 감독인 가와카미를 걱정하게 만들었다고 한다.
1966년에는 개인 최고의 성적을 남겼지만 이 시즌에 관해서는 훗날 에노모토 자신이 전혀 설명할 수 없다고 토로했다. “어쨌든 이때가 너무 힘들었고 괴로웠다”고 말했고 “(이때는)정신이 들면 방망이를 들고 눈물을 흘리고 있었다”고 말했다. 또한 1963년의 ‘신의 영역’ 이후에는 절정기를 추구해서 오로지 풀스윙으로 도전해도 만족스러운 스윙이 나오지 않게 됐고 아무리 정신통일을 해도 잘 이루지 못했다고 한다. 1964년 이후에는 구단으로부터 타율보다 홈런을 많이 때려달라는 요구를 받아 재빠르게 자신의 타격 스타일을 바꿀 수도 없어서 큰 고민을 느꼈다고 술회했다. 젊은 선수와도 친숙하지 못하고 타격의 이야기나 타격 이론을 교환할 수 있는 사람도 없어져서 결국 팀내에서 고립돼 가는 암울한 시기도 있었다. 1966년경부터는 자신의 타격에 몰두하는 에노모토의 모습은 팀 동료로부터 신기한 것을 보는 듯한 시선으로 바라보게 됐고 팀내의 그늘에서 웃음거리로 전락했다.
팀명이 ‘롯데 오리온스’로 변경한 1969년 이후에는 기괴한 행동이 더욱 심해져서 삼진을 당하면 방망이를 거꾸로 들고 땅바닥을 향해 두들겨 치는 것 외에도 구장의 유리창이나 콜라병 등을 방망이로 부수거나 경기 전에 관중석에 비집고 들어가서 소리를 지르는 등의 극단적인 행동이 반복되자, 타격에도 영향을 미쳤다. 1971년 7월 중순까지 당시 롯데 감독이었던 노닌 와타루는 역대 최고의 선구안을 가진 에노모토를 ‘에노모토는 볼이 되는 공을 너무 놓친다’는 등의 혹평을 하면서 에노모토도 불신감을 더해가고 있었다. 그럼에도 에노모토는 왕년의 순발력을 곳곳에서 보이고 있었지만(우승했던 시즌인 1970년 등), 같은 해 7월 24일에 2군 감독에서 1군 감독으로 승격한 오사와 게이지는 에노모토와 서로 마음이 맞지 않아서 오사와는 젊은 선수들을 주축으로 기동력 야구를 내세우는 등 공로자인 에노모토나 다른 베테랑 선수에 대한 엄격한 자세를 보였다. 타격 기회가 거의 주어지지 않게 되면서 수뇌진으로부터 신뢰받지 못하고 있다는 것을 깨달은 에노모토는 시대의 흐름과 함께 주변에서 자신을 이해해 주는 사람들이 하나둘씩 사라져간 것과 신체적으로 쇠약해져서 몸이 생각하는대로 움직이지 않게 된 탓도 있어 극심한 정신적인 스트레스에 시달렸다.
1971년 8월 7일, 오사와 감독의 방침에 대해 노골적인 불만을 느낀 에노모토는 오사와가 있던 의무실 출입문 유리를 방망이로 부수는 등의 돌출 행동을 일으켜 구단으로부터 2군 강등이라는 징벌성 처분을 받았다. 이 일로 인해서 정신적인 악화가 극에 달한 에노모토는 자택 응접실 한 켠에 엽총을 갖고 틀어박히는 이상 행동을 보였다. 에노모토의 이해당사자인 아라카와 히로시는 에노모토의 부인으로부터 전화 연락을 받고 에노모토의 집에 급히 달려와서 “대체 무슨 쓸데없는 짓을 하고 있는거야!”라고 응접실에 들어가려고 시도했다. 그러자 에노모토는 ‘들어오지마!’라고 외친 직후에 “아라카와라도 들어오면 총을 발사하겠다”라고 고함을 치며 천장을 향해 총을 발포했다. 천장의 벽토가 머리에 떨어져 내린 아라카와는 “더 이상 내 힘으로는 어쩔 수 없다”라고 말해 결국 집으로 돌아갈 수 밖에 없었다고 밝혔다. 이 사건에 대해서 당시 주간지는 ‘진위 불명’이라는 제목으로 기사를 실었지만 훗날 에노모토 본인이 사실이었다고 인정했다.
료칸에서 다른 선수들이 취침하고 있는 오후 11시경부터 에노모토는 밖에서 묵묵히 연습을 하고 있었다고 한다. 하지만 정신 상태가 악화된 만년에는 뚜렷한 성적을 남길 수 없게 됐다. 현역 마지막 시즌인 1972년에 이적팀인 니시테쓰에서도 에노모토 획득 당시에 기뻐하고 있었던 이나오 가즈히사 감독도 에노모토를 다루기 힘들어서 결국 시즌 타율 2할 3푼 3리의 낮은 성적으로 현역 은퇴를 결심하게 됐다. 이나오는 “(니시테쓰 시절의) 에노모토와는 대화조차 거의 불가능한 상태였다”고 회고했다. 그해에는 경기 출장이 적어서 은퇴 경기도 없었고 언론 보도도 거의 없었기 때문에 사라져 가는 듯한 은퇴였다고 한다.
현역 시절의 에노모토는 마작을 하지도 않고, 담배를 피우지도 않고, 팀 동료와 술을 마시고 수다를 떠는 일도 하지 않았다. 젊은 시절, 아라카와 히로시의 손에 이끌려 갔던 카바레에서는 몇 분도 지나지 않아 “선배님, 이렇게 불결한 곳엔 들어가지 않겠습니다. 돌아가겠습니다”라고 말한 뒤 그대로 돌아가버렸을 정도의 고지식한 성격을 갖고 있었다. 술은 가끔 드물게 마시는 일이 있었지만 그 때도 방에 틀어박힌 채로 혼자서 마시는 일이 많아 생각에 잠겨있었다고 한다. 에노모토의 정신 상태에 대해 가쓰라기 다카오는 “발산시킬 것이 아무것도 없었을 지도 모른다. 안에서 자꾸 틀어박혀 있었다”라고 회고했고 다미야 겐지로는 “책임의 무게(야마우치 가즈히로를 비롯한 주력 타자 세 명이 팀에서 한꺼번에 없어지고 에노모토 혼자만 남게됨)를 견딜 수 없게 된 것은 아닐까”라고 말했다. 다이고 다케오는 “(에노모토가)너무나도 ‘타격의 길’만 추구했기 때문일 것이다”라고 취지의 말을 남겼다. 또한 사와키 고타로가 에노모토의 아버지에게 에노모토가 왜 불안정하게 됐는지를 물었는데 아버지는 “… 의사에 말에 따르면, 왜 그런지 프로 입단한 해에 맞았던 몸에 맞는 볼의 후유증이라고 말했다”라며 그다지 믿지도 않은 듯한 어조로 대답했다고 한다.
다이마이 시절의 구단 대표였던 와다 준이치는 에노모토에 대해 ‘신경이 너무 약했다’라고 회고했다. 1960년 5월 26일, 경기를 앞둔 연습 중에 에노모토가 방망이를 휘두르고 있었다. 거기에 팀 동료인 야나기다 도시오가 옆을 지나쳤는데, 에노모토는 이를 알아차리지 못한 바람에 에노모토가 휘두른 방망이가 야나기다의 턱에 직격했다. 그 자리에서 쓰러진 야나기다는 턱에서 피가 흐르는 등 큰 소동으로 번졌다. 에노모토는 순간 얼굴이 창백해지면서 신체가 떨릴 정도로 겁을 먹어서 경기에 나갈 수 있는 상태가 아니었다. 경기 시작 몇분 전이 돼서도 에노모토의 얼굴이 창백해 지면서 지레 겁먹는 모습이 보이자, 보다 못한 니시모토 유키오 감독이 “야 인마, 지금부터 전쟁을 해야 할 판인데 무슨 여학생처럼 훌쩍거리고 있는 거야!”라며 화를 내고 에노모토의 뺨을 때렸다고 한다. 그때까지 에노모토는 타율 0.364였지만 그날을 경계로 성적이 급격하게 떨어졌다. 그 후 타격이 돌아온 것은 야나기다가 부상으로 복귀한 6월 하순 이후였다. 그해 시즌에는 2위인 다미야 겐지로에게 2푼 7리의 차이를 내서 수위 타자를 차지했다.
도요다 야스미쓰는 저서에서 “타격에 관해서는 그 정도로 순수하고 정열적인 사람은 없다. 별나다고 하면 별난 사람이어서, 1루 수비에 붙어 있어도 신경이 쓰이는 것은 타격이어서 무의식 중에 준비하고 있다”에 이어서 “여하튼 고고한 사람이니까 주변에서는 고의 사구를 받기가 쉬웠지만 에노모토가 지향하는 바, 불가사의할 정도로 언제나 소년들이 모여들고 있었다. 수비 중에 타격의 포즈를 취하고 있는 듯한 선수는 동료들로서는 언짢게 보일 수도 있겠지만 어린이들만큼은 한 가지에 그만큼 열중할 수 있다는 것이 대단함을 알고 있었을 것이다”라고 기술해 에노모토의 순수함의 본질을 꿰뚫는 듯한 에피소드를 소개했다.
은퇴 후에는 야구계와의 관계를 단절했고 언론사로부터의 인터뷰 요청도 기본적으로 고사하고 있었다. 에노모토는 “사실은 타격 코치를 하고 싶다. 하지만 아무도 권유해 주지 않는다. 나는 사교엔 서툴기도 하고, 그런 사람에게는 권유의 말을 해오지 않는다”라고 말했다. 그리고 오리온스의 OB회 등에도 일절 참석하지 않고 있었다. 야구 선수로서는 팀에 많은 실적을 남겼거나 공헌했음에도 불구하고 OB회에서 에노모토와 관련된 이야기가 나오는 일은 전혀 없어서 은퇴 후의 안부를 아는 OB도 적었다고 한다. 에노모토는 통산 2314개의 안타를 기록했지만 오랫동안 야구 명예의 전당에 헌액되지도 않았다(사후인 2016년 1월에 전문가 부문에서 헌액됐다). 일본 프로 야구 명구회 입회 조건을 충족한 선수 가운데 은퇴 후 야구계와 관련된 일에 종사하지 않은 것은 일본 프로 야구 사상 최초인 에노모토가 가장 유일하다.

### 만년의 인기와 팬과의 교류
장남 요시히데는 에노모토가 만년이 돼서도 팬들과 교류했다는 사실을 다음과 같이 밝혔다.

나는 바깥에서의 아버지의 언행을 모릅니다. 집에 계실 때의 아버지는 매우 상냥한 분이셨습니다. 위키백과에는 여러 가지 얘기나 관련 정보가 있지만, 모두 사실인지 아닌지는 모르겠습니다. 단지 자기주관에 있어서 뚜렷하지 못했기 때문에 이해할 수 없는 갈등이 있었는지도 모릅니다. … 인터넷에서 저희 아버지의 대한 다양한 이야기가 실리게 되면서 사인을 요구하는 팬들이 집에 오거나, 편지를 받거나, 꼭 사인을 해서 보내달라는 내용의 색종이가 집에 보내져오곤 했습니다. 아버지는 ‘나는 은퇴한 이후에도 더 인기가 있구나’라고 말씀하시며 정중하게 사인으로 답장해주셨습니다. 우리 두 아들에겐 ‘야구를 해라’라는 말도 없으셨으며 저도 야구를 하지 못했습니다. 그래도 아버지의 손자가 지금 세 명이나 있습니다. 할아버지가 대단한 야구 선수였다는 것을 아이들도 어렴풋이 알고 있었거든요. 그 녀석들도 아버지의 뒤를 쫓아가게 될지도 모릅니다.
 — 에노모토 요시히데

## 상세 정보

### 출신 학교
- 와세다 실업고등학교

### 선수 경력
- 마이니치 오리온스·마이니치 다이에이 오리온스·도쿄 오리온스·롯데 오리온스(1955년 ~ 1971년)
- 니시테쓰 라이온스(1972년)

### 수상·타이틀 경력

#### 타이틀
- 수위 타자: 2회(1960년, 1966년)
- 최고 출루율: 2회(1960년, 1966년) ※타이틀 제정은 1962년
- 최다 안타(당시는 타이틀이 아님): 4회(1960년 ~ 1962년, 1966년) ※1994년부터 타이틀로 제정됨

#### 수상
- 신인왕(1955년)
- 베스트 나인: 9회(1956년, 1959년 ~ 1964년, 1966년, 1968년) ※1루수 부문에서 통산 9회 수상은 퍼시픽 리그 기록이며 오 사다하루와 가와카미 데쓰하루에 이은 역대 3위(6년 연속 수상은 오 사다하루 다음으로 역대 2위, 퍼시픽 리그 최장 기록).
- 올스타전 MVP: 1회(1966년 2차전)
- 일본 야구 명예의 전당 헌액자(2016년)

### 개인 기록

#### 첫 기록
- 첫 출장·첫 선발 출장: 1955년 3월 26일, 대 긴테쓰 펄스 1차전(니시쿄고쿠 구장), 5번·1루수로 선발 출장
- 첫 안타: 1955년 3월 29일, 대 도에이 플라이어스 1차전(고라쿠엔 구장), 2회초에 고토 오사무로부터 중전 안타
- 첫 타점: 1955년 3월 30일, 대 도에이 플라이어스 2차전(고라쿠엔 구장), 3회초에 에가미 시게타카로부터 우전 적시타
- 첫 홈런: 1955년 4월 2일, 대 톰보우 유니온스 1차전(가와사키 구장), 4회초에 오바 히로시로부터 우월 솔로 홈런

#### 기록 달성 경력
- 통산 1000안타: 1961년 9월 27일, 대 한큐 브레이브스 26차전(고라쿠엔 구장), 3회말에 요네다 데쓰야로부터 우익선상에 선제 결승 적시 2루타 ※역대 38번째(24세 9개월째의 달성은 사상 최연소 기록)
- 통산 1000경기 출장: 1962년 6월 20일, 대 도에이 플라이어스 13차전(도쿄 스타디움), 3번·1루수로 선발 출장 ※역대 70번째
- 통산 100홈런: 1962년 9월 30일, 대 도에이 플라이어스 26차전(고라쿠엔 구장), 3회초에 오자키 유키오로부터 우월 솔로 홈런 ※역대 26번째
- 통산 1500안타: 1964년 9월 25일, 대 난카이 호크스 30차전(도쿄 스타디움), 6회말에 고다 에이조로부터 2루타 ※역대 15번째(27세 9개월째의 달성은 사상 최연소 기록)
- 통산 1500경기 출장: 1965년 10월 11일, 대 니시테쓰 라이온스 27차전(도쿄 스타디움), 5번·1루수로 선발 출장 ※역대 19번째
- 통산 300개의 2루타: 1966년 4월 19일, 대 긴테쓰 버펄로스 1차전(닛폰 생명 구장), 4회초에 사사키 고이치로로부터 우익선상 2루타 ※역대 6번째
- 통산 150홈런: 1966년 5월 18일, 대 난카이 호크스 8차전(도쿄 스타디움), 3회말에 모리나카 지카라로부터 우월 솔로 홈런 ※역대 22번째
- 통산 350개의 2루타: 1968년 5월 5일, 대 긴테쓰 버펄로스 3차전(도쿄 스타디움), 1회뒤에 스즈키 게이시로부터 2루타 ※역대 4번째
- 통산 1000득점: 1968년 6월 8일, 대 한큐 브레이브스 7차전(한큐 니시노미야 구장), 8회초에 조지 올트먼의 좌월 동점 2점 홈런으로 홈인 ※역대 4번째
- 통산 2000안타: 1968년 7월 21일, 대 긴테쓰 버펄로스 17차전(도쿄 스타디움), 1회말에 스즈키 게이시로부터 우익선상 적시 2루타 ※역대 3번째(31세 7개월째의 달성은 일본 프로 야구 사상 최연소 기록: 미일 통산에서는 이치로가 가장 빠른 기록, 다만 MLB는 NPB보다 경기수가 많아서 직접 비교할 수 없다)
- 통산 200홈런: 1968년 8월 4일, 대 도에이 플라이어스 17차전(도쿄 스타디움), 2회말에 미야자키 쇼지로부터 선제 솔로 홈런 ※역대 16번째
- 통산 2000경기 출장: 1969년 10월 12일, 대 난카이 호크스 26차전(오사카 구장), 5번·1루수로 선발 출장 ※역대 3번째
- 통산 400개의 2루타: 1970년 10월 15일, 대 난카이 호크스 25차전(오사카 구장), 6회초에 미우라 기요히로로부터 2루타 ※역대 3번째
- 통산 3500루타: 1971년 7월 8일, 대 긴테쓰 버펄로스 16차전(도쿄 스타디움), 5회말에 세이 도시히코로부터 좌익선상 2루타 ※역대 5번째

#### 기타
- 통산 2루타: 409개(1955년 ~ 1972년) ※퍼시픽 리그 역대 2위
- 통산 희생 플라이: 67개 ※리그 최다 희생 플라이를 기록하지 않은 선수 중에서는 역대 최다 타이 기록(그 외에 아라이 히로마사도 기록)
- 5년 연속 시즌 150안타 이상(1960년 ~ 1964년) ※퍼시픽 리그 역대 2위 타이 기록
- 입단 이래 15년 연속 100안타 이상(1955년 ~ 1969년) ※역대 3위 타이 기록, 퍼시픽 리그 역대 2위 타이 기록
- 입단 이래 12년 연속 20개 2루타 이상(1955년 ~ 1966년)
- 49경기 연속 출루(1966년 7월 15일 ~ 9월 27일) ※역대 8위 타이 기록, 달성될 당시에는 퍼시픽 리그 기록
- 타율 10위권 진입: 10회(1955년, 1956년, 1960년 ~ 1964년, 1966년 ~ 1968년) ※역대 9위 타이 기록, 퍼시픽 리그 역대 2위 타이 기록
- 시즌 리그 최다 볼넷: 4회(1955년, 1956년, 1964년, 1968년) ※퍼시픽 리그 역대 2위 타이 기록
- 시즌 173타석 연속 무삼진(1964년 6월 30일 ~ 8월 25일) ※역대 5위, 달성될 당시에는 퍼시픽 리그 기록
- 시즌 1루수 수비 기회: 1665차례(1956년) ※일본 기록
- 시즌 1루수 척살: 1585(1956년) ※일본 기록
- 시즌 1루수 보살: 122(1965년) ※퍼시픽 리그 기록, 달성될 당시에는 일본 기록
- 시즌 1루수 수비율: .9992(1968년) ※퍼시픽 리그 기록, 달성될 당시에는 일본 기록
- 시즌 1루수 수비 기회 연속 무실책: 1128(1968년 4월 6일 ~ 9월 3일) ※일본 기록
- 1루수 수비 기회 연속 무실책: 1516(1967년 8월 13일 ~ 1968년 9월 3일) ※퍼시픽 리그 기록, 달성될 당시에는 일본 기록[24]
- 올스타전 출장: 12회(1955년 ~ 1964년, 1966년, 1968년)
- 올스타전에서 만루 홈런(1963년 7월 23일) ※사상 최초

### 등번호
- 3(1955년 ~ 1972년)

### 연도별 타격 성적
| 연 도      | 소 속                       | 경 기 | 타 석 | 타 수 | 득 점 | 안 타 | 2 루 타 | 3 루 타 | 홈 런 | 루 타 | 타 점 | 도 루 | 도 루 자 | 희 생 번 | 희 생 플 | 볼 넷 | 고 4 | 사 구 | 삼 진 | 병 살 타 | 타 율 | 출 루 율 | 장 타 율 | O P S |
| ---------- | --------------------------- | ----- | ----- | ----- | ----- | ----- | ------- | ------- | ----- | ----- | ----- | ----- | -------- | -------- | -------- | ----- | ---- | ----- | ----- | -------- | ----- | -------- | -------- | ----- |
| 1955년     | 마이니치 다이마이 도쿄 롯데 | 139   | 592   | 490   | 84    | 146   | 24      | 7       | 16    | 232   | 67    | 12    | 9        | 0        | 5        | 87    | 5    | 10    | 55    | 7        | .298  | .414     | .473     | .887  |
| 1956년     | 마이니치 다이마이 도쿄 롯데 | 152   | 631   | 524   | 74    | 148   | 29      | 8       | 15    | 238   | 66    | 4     | 12       | 2        | 6        | 95    | 6    | 4     | 41    | 14       | .282  | .396     | .454     | .851  |
| 1957년     | 마이니치 다이마이 도쿄 롯데 | 128   | 531   | 446   | 68    | 120   | 22      | 6       | 9     | 181   | 50    | 4     | 9        | 5        | 7        | 68    | 2    | 5     | 46    | 10       | .269  | .372     | .406     | .778  |
| 1958년     | 마이니치 다이마이 도쿄 롯데 | 123   | 492   | 431   | 63    | 112   | 27      | 1       | 13    | 180   | 43    | 6     | 5        | 4        | 3        | 52    | 5    | 2     | 68    | 4        | .260  | .342     | .418     | .760  |
| 1959년     | 마이니치 다이마이 도쿄 롯데 | 136   | 581   | 496   | 68    | 137   | 23      | 2       | 11    | 197   | 49    | 8     | 6        | 7        | 4        | 69    | 1    | 5     | 47    | 8        | .276  | .370     | .397     | .767  |
| 1960년     | 마이니치 다이마이 도쿄 롯데 | 133   | 576   | 494   | 94    | 170   | 37      | 5       | 11    | 250   | 66    | 15    | 1        | 1        | 2        | 67    | 5    | 12    | 33    | 9        | .344  | .435     | .506     | .941  |
| 1961년     | 마이니치 다이마이 도쿄 롯데 | 137   | 597   | 543   | 93    | 180   | 28      | 7       | 8     | 246   | 42    | 9     | 8        | 0        | 2        | 43    | 2    | 9     | 22    | 16       | .331  | .390     | .453     | .843  |
| 1962년     | 마이니치 다이마이 도쿄 롯데 | 125   | 524   | 483   | 79    | 160   | 28      | 2       | 17    | 243   | 66    | 5     | 2        | 0        | 3        | 36    | 0    | 2     | 28    | 10       | .331  | .380     | .503     | .883  |
| 1963년     | 마이니치 다이마이 도쿄 롯데 | 143   | 587   | 532   | 70    | 169   | 25      | 0       | 18    | 248   | 64    | 8     | 3        | 0        | 3        | 48    | 3    | 4     | 23    | 10       | .318  | .378     | .466     | .845  |
| 1964년     | 마이니치 다이마이 도쿄 롯데 | 149   | 641   | 540   | 83    | 161   | 25      | 1       | 17    | 239   | 71    | 17    | 6        | 0        | 5        | 86    | 11   | 10    | 19    | 12       | .298  | .404     | .443     | .847  |
| 1965년     | 마이니치 다이마이 도쿄 롯데 | 139   | 562   | 493   | 64    | 132   | 30      | 4       | 10    | 200   | 57    | 16    | 9        | 0        | 3        | 60    | 4    | 6     | 29    | 10       | .268  | .354     | .406     | .760  |
| 1966년     | 마이니치 다이마이 도쿄 롯데 | 133   | 558   | 476   | 81    | 167   | 31      | 1       | 24    | 272   | 74    | 14    | 6        | 1        | 6        | 68    | 8    | 7     | 20    | 15       | .351  | .439     | .571     | 1.011 |
| 1967년     | 마이니치 다이마이 도쿄 롯데 | 117   | 468   | 372   | 55    | 108   | 13      | 1       | 15    | 168   | 50    | 10    | 3        | 0        | 5        | 83    | 10   | 8     | 33    | 8        | .290  | .430     | .452     | .881  |
| 1968년     | 마이니치 다이마이 도쿄 롯데 | 129   | 554   | 487   | 70    | 149   | 31      | 0       | 21    | 243   | 77    | 7     | 1        | 0        | 3        | 62    | 10   | 2     | 62    | 8        | .306  | .387     | .499     | .886  |
| 1969년     | 마이니치 다이마이 도쿄 롯데 | 123   | 462   | 400   | 60    | 109   | 17      | 1       | 21    | 191   | 66    | 9     | 2        | 0        | 7        | 54    | 2    | 1     | 42    | 6        | .273  | .360     | .478     | .838  |
| 1970년     | 마이니치 다이마이 도쿄 롯데 | 110   | 354   | 303   | 42    | 86    | 10      | 0       | 15    | 141   | 39    | 7     | 1        | 0        | 1        | 49    | 5    | 1     | 46    | 5        | .284  | .385     | .465     | .851  |
| 1971년     | 마이니치 다이마이 도쿄 롯데 | 45    | 102   | 90    | 10    | 22    | 3       | 1       | 4     | 39    | 18    | 1     | 1        | 0        | 2        | 10    | 1    | 0     | 15    | 3        | .244  | .320     | .433     | .753  |
| 1972년     | 니시테쓰                    | 61    | 190   | 163   | 11    | 38    | 6       | 0       | 1     | 47    | 14    | 1     | 0        | 0        | 0        | 25    | 1    | 2     | 16    | 4        | .233  | .342     | .288     | .630  |
| 통산: 18년 | 통산: 18년                  | 2222  | 9002  | 7763  | 1169  | 2314  | 409     | 47      | 246   | 3555  | 979   | 153   | 84       | 20       | 67       | 1062  | 81   | 90    | 645   | 159      | .298  | .386     | .458     | .844  |

- 굵은 글씨는 시즌 최고 성적.
- 마이니치(마이니치 오리온스)는 1958년에 다이마이(마이니치 다이에이 오리온스)로, 1964년에 도쿄(도쿄 오리온스)로, 1969년에 롯데(롯데 오리온스)로 구단명을 변경.

## 관련 서적
- 《질 수 없는 사람들(敗れざる者たち)》(1979년, 분슌분코, 사와키 고타로 저) - 논픽션 작품이며 이 작품에 수록된 ‘안녕 보석’의 주인공이 됐다. 작품 가운데서는 ‘E’라고 표현돼 있다(마지막 한 문장에 실명이 밝혀진다).
- 《호타열전(豪打列伝)》(1986년, 넘버 편, 분슌분코 비주얼판) - 독점 인터뷰에 응했고 에노모토의 타격 폼이 연속 사진으로 실려 있다.
- 《프로 야구 명인 열전(プロ野球名人列伝)》(1996년, PHP 문고, 곤도 다다유키 저)
- 《Sports Graphic Number PLUS 20세기 스포츠 최강 전설③ - 프로 야구 위대한 백구의 궤적(Sports Graphic Number PLUS 20世紀スポーツ最強伝説③ - プロ野球 大いなる白球の軌跡)》(1999년, 분게이슌주)
- 《20세기의 베스트 플레이어 100명의 군상(20世紀のベストプレーヤー　100人の群像)》(2000년, 베이스볼 매거진사)
- 《스포츠 전설 13 - 영광의 아우트로(スポーツ伝説13　栄光のアウトロー)》(2000년, 베이스볼 매거진사)
- 《타격의 진수 에노모토 기하치전(打撃の真髄　榎本喜八伝)》(2005년, 고단샤, 마쓰이 히로시 저) - 마쓰이 히로시에 의한 에노모토의 평전
- 《동경의 기억: 연속 사진으로 보는 슈퍼스타 - 야수 편(憧れの記憶　連続写真で見るスーパースター　野手編)》(2007년, 베이스볼 매거진사)
- 《프로 야구 무뢰파 선수 독본(プロ野球 無頼派 選手読本)》(2008년, 다카라지마 SUGOI 문고)

### 주해
1. ↑  에노모토 이후에는 하리모토 이사오나 이치로 등도 그렇게 불렸다.
2. ↑  다만 기하치는 자신의 두 아들에게 ‘하치’(八)라는 글자를 붙이지 않았는데 그 이유는 ‘행복과 하치는 관계가 없을 것이라고 생각했기 때문’이었다고 한다(마쓰이 히로시 저 《타격의 진수 에노모토 기하치전》).
3. ↑  한 개의 공도 휘두르지 않고 합격했다는 설도 있지만 이는 속설이다. 입단 테스트에서 타격을 지켜본 벳토는 고졸 신분이었던 에노모토의 타격폼에서 고칠 곳을 찾지 못했다고 한다.
4. ↑  고졸 신인 야수로서의 개막전 선발 출전은 그해 1955년에 7번 타자로 선발 출전한 다니모토 미노루와 나란히 나카니시 후토시의 7번 타자로 선발 출장한 이래 두 번째였다.
5. ↑  에노모토 이후 고졸 신인 야수의 올스타전 선발 출전은 1988년에 다쓰나미 가즈요시가 선발 출전을 이룰 때까지 33년간 나타나지 않았다.
6. ↑  기요하라에 의해 경신된 타격 4개 부문은 현재까지도 기요하라에 이어 고졸 신인 역대 2위이다. 또한 홈런 16개와 장타율 4할 7푼 3리는 각각 기요하라, 도요다 야스미쓰에 이은 고졸 신인 역대 3위이며 12개의 도루는 고졸 신인 역대 5위 타이 기록으로 남아있다. 7개의 병살타는 고졸 신인으로서의 규정 타석에 도달한 8명 가운데 도요다, 하리모토 이사오, 다쓰나미 가즈요시에 이어 네 번째로 적다.
7. ↑  전년도 야마우치 가즈히로의 기록을 넘어섰다.
8. ↑  에노모토 다음으로 2위는 1953년에 도요다 야스미쓰(니시테쓰)가 3.17, 3위는 1986년에 기요하라 가즈히로(세이부)가 2.82, 4위는 1959년에 하리모토 이사오(도에이)가 1.90, 5위는 1942년에 아오타 노보루(도쿄 교진군)가 1.43을 기록했다.
9. ↑  고졸 신인으로서 2년 연속으로 타격 3개 부문 모두 10권 진입은 에노모토가 가장 유일하다. 대졸 선수를 포함하면 나가시마 시게오, 다카하시 요시노부, 마키 슈고 등이 달성했다.
10. ↑  1968년에 노무라 가쓰야에게서 추월당할 때까지 퍼시픽 리그 기록이다.
11. ↑  ‘아오타 노보루가 타격 코치로서 에노모토를 권하다’라는 소문을 에노모토가 우연히 들었고 타격 코치로서 부끄럽지 않도록 몸을 단련하기 위해서 달렸던 것이었다고 한다(마쓰이 히로시 저 《타격의 진수 에노모토 기하치전》).
12. ↑  선조 대대의 논이 있었던 토지의 가치가 상승해서 그 곳에 아파트를 세워 집세 수입과 주차장 경영으로 생활했다.
13. ↑  에노모토와 같이 아라카와 히로시를 스승으로 삼았던 오 사다하루도 전형적인 풀 히터였다(홈런 868개 가운데 우익은 612개·우중간은 140개).
14. ↑  1999년에 로베르토 페타지니가 124개의 보살을 기록하여 경신했다(현재는 퍼시픽 리그 기록).
15. ↑  2018년에 호세 셀레스티노 로페스(DeNA)가 946 수비 기회, 무실책(수비율 1.000)으로 경신했다.
16. ↑  퍼시픽 리그 역대 1위는 가시와바라 준이치이다.
17. ↑  연습에 있어서는 프리배팅을 열심히 하고 있었다. 아라카와는 “오(사다하루)가 노력하는 사람이라곤 하지만, 그 이상으로 방망이를 휘두른 것이 에노모토였다. 시간이 허락하는 한 휘둘렀으니까. 그런 사다하루의 배는 휘둘렀다”라고 말했다(《프로 야구 ‘무뢰파’ 선수 독본》 중에서).
18. ↑  곤도는 다만 1985년 11월 석간 후지의 기사에 있어서 에노모토에 대해 허위로 문장을 쓴 적이 있었는데 우사미 데쓰야가 《프로 야구 기록·진기록·키로쿠》(1987년, 분슌분코, p.322)에서 이를 지적했다. 그 외에도 “입단 테스트에서 방망이를 한 번도 휘두르지 않고, 에노모토의 자세를 본 것만으로 벳토 가오루 감독이 ‘합격’이라고 외쳤다”라는 취지의 곤도가 말했던 것에도 《타격의 진수 에노모토 기하치전》(2005년)에서의 에노모토 본인이 말했던 인터뷰 내용과는 다르게 기술돼 있다.
19. ↑  그로부터 4년 뒤에 오스기 가쓰오도 달성했지만 현재까지도 달성자는 이들 두 사람 뿐이다.
20. ↑  주간 아사히에 게재된 ‘노무라 가쓰야의 눈’에서의 일부분이다.
21. ↑  ‘좋은 공은 반드시 때린다’는 뜻을 가진다.
22. ↑  에노모토는 이나오와 대결할 적에 타석에 들어서면 우선 자신의 오른발 끝에 눈길을 떨구고 그 시선을 서서히 그라운드로 넓혀갔는데 그게 이나오의 발끝에 도달하면 위로 치켰던 시야에 이나오의 얼굴을 넣는다는 방법을 취했었다고 말했다. 에노모토는 “나는 이나오를 가능한 한 멀리서 보려고 했었다. 투수가 가깝게 보이면 더 이상 칠 기회가 거의 없을 수도 있다. (중략) 가능하면 시선은 의식하지 않으려고 했다. 왜냐하면 그 사람과 눈을 마주치면 내 마음이 읽혀질 것 같은 그런 생각이 들었기 때문이다”라고 말했다(《타격의 진수 에노모토 기하치전》).
23. ↑  당시에는 특히 리그 전체의 평균 타율이 2할 4푼 정도의 타저투고 시절이었기 때문에 3할은 수위 타자 타이틀 경쟁에 참가할 수 있는 기준의 숫자였다.
24. ↑  카바레에서 나온 에노모토는 숙소에서 배팅 연습을 하고 있었다고 한다.
25. ↑  에노모토는 이 전년도인 1959년 오프 때부터 ‘몸의 구석구석을 제하단전과 연결한다’라는 트레이닝을 이미 실행하고 있었기 때문에 감각이 매우 예민해져 있어서 자신의 방망이가 야나기다의 턱에 직격되는 모습을 확실히 느껴버렸다고 한다. 그날 밤은 두려움 때문에 한숨도 잠을 못 이뤘고 이불 위에서 경을 읊었다고 토로했다. 또 이 사건의 원인으로 야나기다가 은퇴한다면 책임을 지고 자신도 현역 생활을 은퇴해서 평생 야나기다를 돌보겠다고 생각할 정도로 깊히 생각했었다고 한다(마쓰이 히로시 저 《타격의 진수 에노모토 기하치전》).
26. ↑  니노미야 세이준은 은퇴 후의 에노모토에게 취재를 요청하기 위해 몇 차례나 에노모토가 있는 집으로 발길을 옮겼지만 매회 에노모토의 부인이 나와서 ‘(에노모토는)수행중인 몸이다’라는 이유로 인터뷰를 거절했다고 한다(《Sports Graphic Number》 468호).
27. ↑  2016년에 통일된 조직으로서 ‘오리온스·마린스 OB회’가 발족될 때까지는 마이니치-다이마이 시대의 OB(구단 직원 OB와 구단에 관계가 깊은 마이니치 신문사 OB를 포함)를 대상으로 한 ‘마이니치 오리온스 OB회’만 공적인 조직으로 존재했다.

### 출전
1. 1 2 3 4 5  ‘투심처럼’, 《슈칸 베이스볼》, 2011년 9월 12일자(베이스볼 매거진사), 2011년, 잡지 20442-9/12, p.73
2. ↑  “【野球】２０００安打ラッシュとなるか。大記録まで残り１００本を切った５選手たち”. 데일리 스포츠 online. 2017년 5월 9일. 2022년 8월 23일에 확인함.
3. ↑  “巨人の坂本が通算２０００安打　史上２番目の年少記録”. 《デイリースポーツ online》 (株式会社デイリースポーツ). 2020년 11월 8일. 2023년 3월 22일에 확인함.
4. 1 2  《Sports Graphic Number PLUS - 프로 야구 위대한 백구의 궤적》(1999년, 분게이슌주)
5. 1 2   《선발 고등학교 야구 대회 60년사》, 마이니치 신문사 편, 1989년
6. ↑  《전국 고등학교 야구 선수권 대회 70년사》, 아사히 신문사 편, 1989년
7. ↑  ‘早実　新たな挑戦 （2）猛練習で歴史築く（2006/02/02）’ - 요미우리 신문
8. 1 2 3 4 5 6 7 8 9 10 11 12 13 14 15 16 17 18 19 20 21 22 23 24 25  사와키 고타로 저 《질 수 없는 사람들》의 ‘안녕 보석’(1979년)
9. 1 2 3 4 5 6 7 8 9 10 11 12 13 14 15 16 17 18 19 20 21 22 23 24 25 26 27 28 29 30 31 32 33  마쓰이 히로시 저 《타격의 진수 에노모토 기하치전》(2005년, 고단샤)
10. ↑  通算2314安打「ミスターオリオンズ」榎本喜八氏死去 - 스포츠 닛폰, 2012년 3월 30일
11. ↑  【5月16日】1977年（昭52）　解体工事中の東京スタジアムへ　榎本喜八、深夜の42キロ走 보관됨 2011-06-26 - 웨이백 머신 - 스포츠 닛폰
12. 1 2 3  마이니치 신문, 2012년 3월 29일자
13. ↑  “平成28年 野球殿堂入り発表 斎藤氏、工藤氏、榎本氏、松本氏、山中氏が殿堂入り”. 《야구 전당 박물관》. 2016년 1월 18일. 2021년-03-08에 원본 문서에서 보존된 문서. 2016년 1월 18일에 확인함.
14. ↑  斎藤雅樹氏、工藤公康氏、榎本喜八氏ら野球殿堂入り - 닛칸 스포츠, 2016년 1월 18일
15. ↑  ‘工藤、斎藤氏ら殿堂入り 山中、故榎本、故松本氏も’ - 주니치 신문, 2016년 1월 19일 조간 27면
16. ↑  野球殿堂入り 工藤公康氏や斎藤雅樹氏ら５人 보관됨 2016-01-18 - 웨이백 머신 - NHK 뉴스, 2016년 1월 18일
17. ↑  【野球殿堂】榎本喜八氏、引退から４４年エキスパート表彰 보관됨 2016-01-19 - 웨이백 머신 - 스포츠 호치, 2016년 1월 19일
18. ↑  ＲＣ・ＷＩＮ　通算[깨진 링크(과거 내용 찾기)] - 日本プロ野球記録統計解析試案「Total Baseballのすすめ」, 2014년 4월 17일 확인
19. ↑  ＲＣ２７傑出度[깨진 링크(과거 내용 찾기)] - 日本プロ野球記録統計解析試案「Total Baseballのすすめ」, 2014년 4월 17일 확인
20. ↑  球団史上最高の4人を選ぶ 千葉ロッテマリーンズ編 - 日本プロ野球RCAA&PitchingRunまとめ, 2015년 9월 6일 확인
21. 1 2 3 4 5 6 7  《호타열전》(1986년, 분슌분코 비주얼판)
22. ↑  “巨人・坂本　２つ大記録に並んだ　歴代１０位タイ二塁打＆歴代７位タイ猛打賞”. 데일리 스포츠 online. 2022년 6월 19일. 2022년 6월 21일에 확인함.
23. ↑  1960年代の内野守備指標 - 日本プロ野球RCAA&PitchingRunまとめ, 2016년 2월 9일 확인
24. 1 2  “DeNA・ロペス　1517連続守備機会無失策でプロ野球記録更新　榎本喜八の記録を51年ぶり塗り替える”. Sponichi Annex. 2019년 5월 16일. 2019년 5월 16일에 확인함.
25. ↑  1957년, 1959년 오리온스 선수 명감
26. ↑  무라타 조지 저 《선발 완투 우리 인생》(1990년, 도쿠마 쇼텐)
27. ↑  스포츠 호치(2012년 3월 30일자)에서 나온 기사 일부분이다.
28. ↑  “＜野球殿堂＞榎本氏　首位打者２度「安打製造機」”. 마이니치 신문. 2016년 1월 28일. 2016년 1월 28일에 원본 문서에서 보존된 문서. 2021년 6월 14일에 확인함.
29. ↑  곤도 다다유키 저 《프로 야구 명인 열전》(1996년, PHP 문고)
30. ↑  《슈칸 베이스볼》, 1961년 7월 31일자
31. ↑  “보관된 사본”. 2020년 7월 15일에 원본 문서에서 보존된 문서. 2018년 5월 10일에 확인함. 【週ベ60周年記念企画174】稲尾和久は卑怯者？【1961年7月31日号】 - 슈칸 베이스볼 온라인
32. 1 2 3 4 5  【12月8日】1971年（昭46）奇行で？トレードされた“安打製造機”榎本喜八　やはり噂は… 보관됨 2012-03-31 - 웨이백 머신 - 스포츠 닛폰
33. ↑  《선데이 모닝》(TBS), 2012년 4월 방송
34. 1 2  殿堂入りした故・榎本喜八氏こそが「打撃の神様」だった！ 보관됨 2016-01-21 - 웨이백 머신 - 2016년 1월 19일
35. 1 2  【張本勲氏が語る榎本喜八氏】この人には勝てないとただ一人思った打者 - 스포니치아넥스(스포츠 닛폰), 2016년 1월 19일자
36. ↑  《슈칸 베이스볼》, 2012년 4월 23일자
37. 1 2  스포츠 호치, 2012년 3월 29일자
38. ↑  노무라 가쓰야 저 《내가 본 최고의 선수, 최악의 선수》(2013년 12월, 도호 출판)
39. 1 2 3 4  《Number》, 468호(1999년 4월 22일자)
40. ↑  히로세 요시노리 저 《난카이 호크스 - 넘버 영광과 슬픔의 고향(추억의 구단)》, 베이스볼 매거진사, 2014년, p.133
41. ↑  巨人・坂本が及ばなかった史上最年少２０００安打　「榎本喜八」伝説　期待されないコネ入団で新人王、２４時間野球漬け　須藤豊氏が証言 - 석간 후지, 2020년 7월 30일
42. ↑  “パ・リーグのつわものたち＜後編＞山内、榎本…審判についても少し【ダンプ辻のキャッチャーはつらいよ】”. 슈칸 베이스볼 ONLINE. 2021년 3월 25일. 2021년 6월 14일에 확인함.
43. ↑  《스포츠 전설 13 - 영광의 아우트로》(2000년, 베이스볼 매거진사)
44. 1 2 3  榎本喜八氏は一番弟子　王＆長嶋と教え子三羽がらす - 스포니치아넥스(스포츠 닛폰), 2016년 1월 19일자
45. ↑  《Sports Graphic Number》 322호, ‘신 사무라이 전설’(1993년 8월 20일자, 인터뷰와 취재는 니노미야 세이준이 담당)
46. ↑  마쓰이 히로시 저 《에노모토 기하치 무사의 진실》(‘Sports Graphic Number PLUS 20세기 스포츠 최강 전설③ - 프로 야구 위대한 백구의 궤적 -’)
47. ↑  王貞治選手と榎本喜八選手の違い - 도요케이자이
48. 1 2 3 4  《프로 야구 무뢰파 선수 독본》(2008년, 다카라지마 SUGOI 문고)
49. ↑  野村克也「攻略法がなかった…」伝説の打者・榎本喜八が極めた道 - 겐다이 비즈니스, 2017년 5월 1일
50. ↑  노무라 가쓰야 저 《강타자 열전》(2014년, KADOKAWA)
51. ↑  ついに殿堂入りの榎本喜八――「変人」との噂も、60年代最強の安打製造機 - 베이스볼 채널, 2016년 1월 23일
52. ↑  巨人・坂本が及ばなかった史上最年少２０００安打　「榎本喜八」伝説　期待されないコネ入団で新人王、２４時間野球漬け　須藤豊氏が証言 - 석간 후지, 2020년 7월 30일
53. ↑  【12月26日】1963年（昭38） 小山正明と山内一弘“世紀のトレード”異例の同席発表 보관됨 2014-08-14 - 웨이백 머신 - 스포츠 닛폰
54. ↑  《도요다 야스미쓰 108의 유언》, 베이스볼 매거진사, 2013년
55. ↑  ベンチで座禅…榎本喜八氏　殿堂入りで孤高の大打者に光 - 스포니치아넥스(스포츠 닛폰), 2016년 1월 19일자
56. ↑  張本勲氏、榎本喜八さんを絶賛「理想的なフォーム」 - 닛칸 스포츠, 2016년 1월 19일자